# Kosowo
Kosowo, Republika Kosowa (alb.: Kosova / Kosovë, Republika e Kosovës; serb.: Косово, Kosovo, Република Косовo, Republika Kosovo) – państwo w południowej Europie ze stolicą w Prisztinie o ograniczonym uznaniu na arenie międzynarodowej (patrz: lista państw formalnie uznających niepodległość Kosowa), które jednostronnie ogłosiło niepodległość 17 lutego 2008 roku.
Do końca 2019 roku kraj ten był uznawany przez 98 państw, Na koniec 2023 roku było to 22 z 27 krajów Unii Europejskiej i 27 z 31 NATO w tym przez Polskę. Niepodległość jest nieuznawana przez ONZ. Od zakończenia wojny domowej jest to protektorat administrowany przez ONZ (Tymczasowa Misja Administracyjna Narodów Zjednoczonych w Kosowie, szerzej znana pod angielskim skrótowcem UNMIK) przy pomocy wojsk NATO (KFOR).
Liczba krajów, które uznały Republikę Kosowa, spadła poniżej 100. Według rządu serbskiego, do 13 listopada 2019 r. 17 krajów wycofało uznanie niepodległości Kosowa: Komory, Surinam, Wyspy Świętego Tomasza i Książęca, Gwinea Bissau, Burundi, Liberia, Lesotho, Grenada, Madagaskar, Dominika, Papua-Nowa Gwinea, Wyspy Salomona, Palau, Republika Środkowoafrykańska, Togo, Ghana i Nauru.
Władze Serbii, które uważają Kosowo za prawną część terytorium Serbii i są w tej kwestii popierane przez część państw, stosują nazwę Prowincja Autonomiczna Kosowo i Metochia (alb.: Kosovë e Metohi, Kosovë dhe Metohi oraz Krahina Autonome e Kosovës dhe Metohisë; serb.: Косово и Метохија, Kosovo i Metohija oraz Аутономна покрајина Косово и Метохија, Autonomna pokrajina Kosovo i Metohija).
Kosowo leży na południowy zachód od faktycznego terytorium Republiki Serbii. Region zamieszkany jest obecnie w przeważającej części przez Albańczyków, jednak od XII do XIV/XV wieku związany był z władzą Serbów. Według antropologów Serbowie przybyli na nizinne obecnie zasiedlone przez nich tereny w VI–VIII wieku, po czym stopniowo wyparli Ilirów w okoliczne tereny górskie. Dalsze zmiany nastąpiły pod rządami tureckimi, doprowadzając do powstania złożonej struktury etnicznej. Uchodźstwo Serbów (zwłaszcza w XVIII w.) i stopniowy napływ Albańczyków z południa stanowiły ważne elementy tego procesu. Albańczycy, stanowiący dzisiaj zdecydowaną większość ludności Kosowa, zamieszkują także Albanię, północną i zachodnią Macedonię Północną, Czarnogórę, a w znacznie mniejszych liczbach Serbię, Chorwację, Bośnię i Hercegowinę, oraz Grecję i Włochy.
Kosowo stanowi punkt sporu pomiędzy ludnościami serbską i albańską, zamieszkującymi jego teren.
Z punktu widzenia prawa międzynarodowego i zgodnie z rezolucjami ONZ Kosowo jest postrzegane przez jedne państwa jako część Serbii, a przez inne jako osobne państwo. Kwestię zgodności deklaracji niepodległości Kosowa z prawem międzynarodowym jednoznacznie ustalił Międzynarodowy Trybunał Sprawiedliwości w Hadze 22 lipca 2010, opiniując głosami 10:4, że deklaracja niepodległości nie była nielegalna, ponieważ nic w prawie międzynarodowym nie zabrania takich deklaracji.
Zmiany statusu Kosowa nie udało się uzgodnić na forum ONZ ani w wyniku międzynarodowej mediacji. Na przeprowadzonej 17 lutego 2008 sesji parlamentu Kosowa w Prisztinie zadeklarowano zerwanie dotychczas istniejących związków z Serbią i ogłoszono niepodległość kraju. Według stanu z 19 maja 2022 na arenie międzynarodowej Kosowo zostało uznane przez 97 państw (oraz, bez wzajemności, przez Tajwan).
Do 1992 r. władze Jugosławii używały w Kosowie flagi Albanii z żółtą gwiazdą w lewym, górnym rogu. Do 17 lutego 2008 Kosowo nie posiadało własnej flagi.
15 grudnia 2022 roku Kosowo złożyło formalny wniosek o członkostwo w Unii Europejskiej.

## Geografia

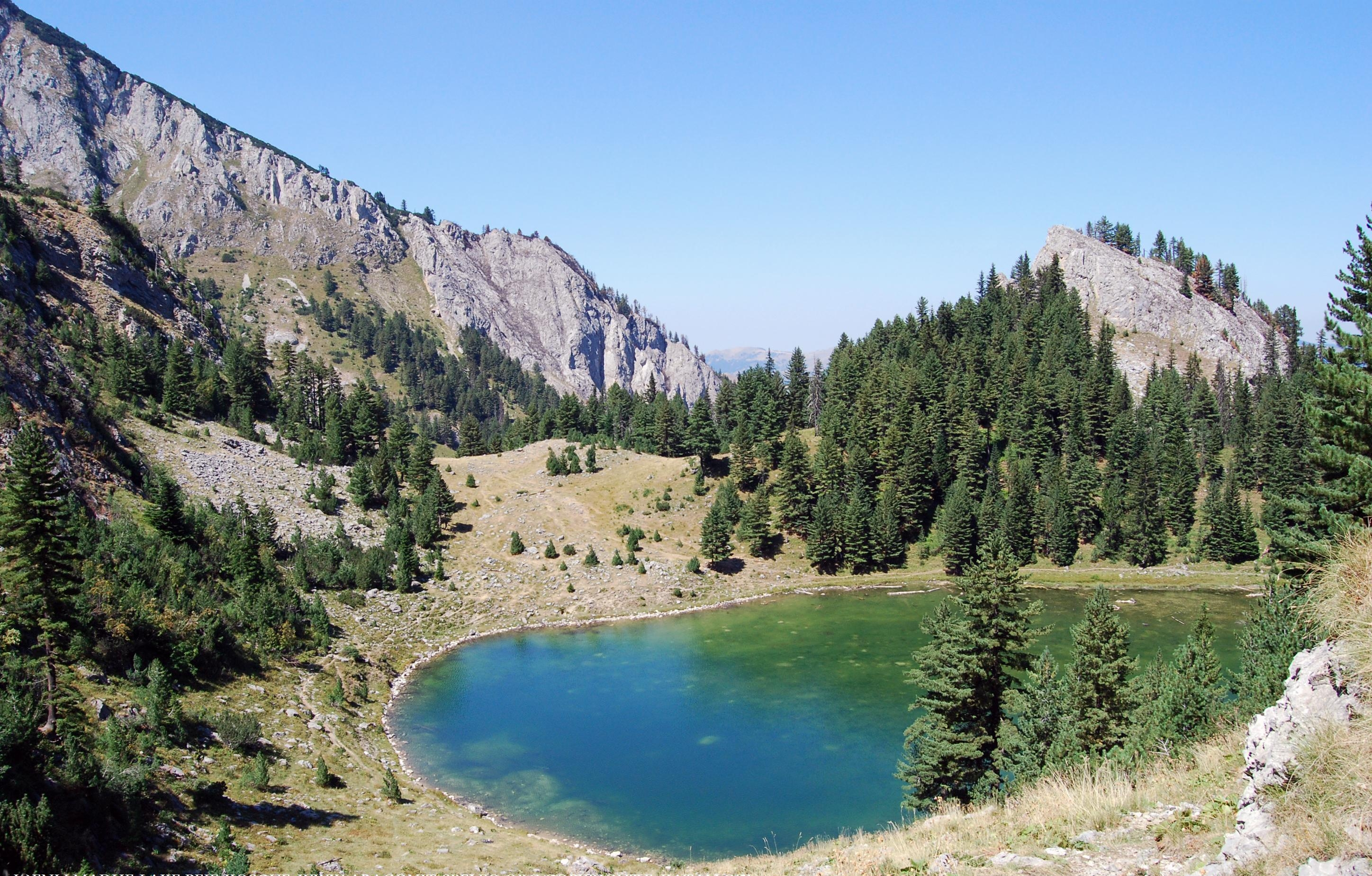
Jezioro w górach Lićenat

Fizyczna mapa Kosowa

W 1999 r. region miał powierzchnię 10 887 km² i 2 miliony mieszkańców. Graniczy z Czarnogórą na północnym zachodzie, pozostałą częścią Serbii na północy i wschodzie, Macedonią Północną na południu i Albanią na południowym zachodzie. Największe miasta to stolica Prisztina (200 tysięcy mieszkańców) i Prizren na południowym zachodzie (85 tysięcy mieszkańców).

### Podstawowe informacje
Obszar Kosowa jest górzysty, a urozmaicają go śródgórskie kotliny jak np. Kosowe Pole. Tereny Kosowa są średnio wyżynne z przeciętną wysokością od 300 do 600 m n.p.m. Tereny górzyste: Kopaonik, Prokletije i Szar Płanina wznoszą się średnio na 2000 m n.p.m. Krajobraz górski charakteryzuje rzeźba krasowa i duża liczba jaskiń. Kosowo leży w strefie klimatu podzwrotnikowego, charakteryzującego się na tym obszarze piętrowością klimatyczną. Kosowo jest zasobne w wody powierzchniowe, a główną rzeką jest Sitnica. Liczne są także jeziora. Przyroda jest w znacznym stopniu przeobrażona. Lasy skupiają się głównie na terenach górskich, występuje piętrowość roślinna. Świat zwierząt jest charakterystyczny dla obszarów Europy.

### Metochia
Nazwa Metochia (serb. Метохија, Metohija, alb. Metokia) pochodzi od greckiego słowa: μετόχια i oznacza własność Kościoła (dokładniej własność monasteru – klasztoru prawosławnego). Metochia jako kraina geograficzna była przekazana jako latyfundia dla Cerkwi prawosławnej, z zamiarem stworzenia wspólnot mniszych. Metochia, nazywana przez Albańczyków Rrafshi i Dukagjinit („płaskowyż Dukagjin”), jest dużym dorzeczem na zachodzie prowincji.

### Kosowo (Kosowe Pole)
Drugim pod względem wielkości regionem jest Kosowo, stanowiące dorzecze Sitnicy. Część regionu wzdłuż rzeki Lab, gdzie leży miasto Podujevo, nosi nazwę Malo Kosovo. Regiony Metochii i Kosowa rozdzielone są przez rzekę Drenicę. Rzeka Binačka Morava leży w dorzeczu Binačko pomoravlje. Na południu prowincji, przy granicy z Macedonią, znajdują się regiony Gora, Sredačka Župa i Sirinićka Župa.

## Demografia

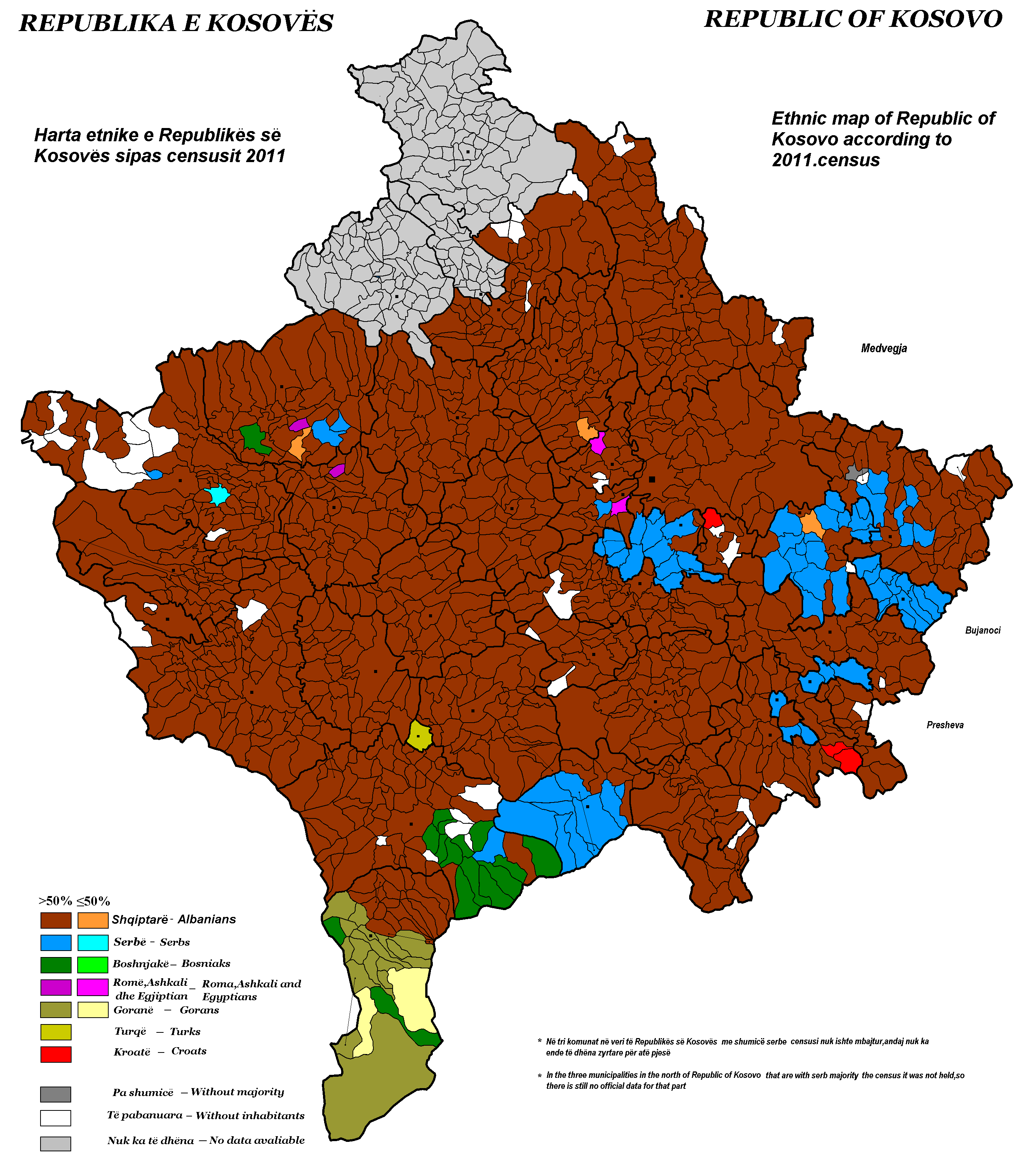
Map etniczna Kosowa, 2011
Albańczycy
Serbowie
Gorani
Bośniacy
Romowie

Muzułmanka z Kosowa podczas odpoczynku, 1870

Albańczycy
     Serbowie
     Gorani
     Bośniacy
     Romowie

### Skład etniczny
Kosowo zamieszkuje około 2 000 000 osób:
- Albańczycy – 1 800 000 (90%)
- Serbowie i Gorani – 140 000 (7%)
- Bośniacy – 20 000 (1%)
- Turcy – 20 000 (1%)
- Romowie – 20 000 (1%)

Serbowie na początku panowania osmańskiego na Półwyspie Bałkańskim prawdopodobnie stanowili większość mieszkańców Kosowa. Jednak proporcje etniczne Kosowa zmieniły się istotnie przez ostatnie stulecia w wyniku emigracji Serbów i imigracji Albańczyków. Przyczyną emigracji Serbów były serbskie ruchy niepodległościowe za czasów okupacji tureckiej. Wielu Serbów uciekało z Kosowa w następstwie represji osmańskich, później przyczyną migracji było ekonomiczne zacofanie tego obszaru.
Drugą przyczyną był jeden z najwyższych w Europie wskaźników przyrostu naturalnego kosowskich Albańczyków sięgający 1,3% rocznie. W ciągu okresu 1921–2003 populacja Kosowa zwiększyła się 4,6-krotnie, wskutek czego udział Albańczyków w Kosowie stale się zwiększał.
Kwestia Goran

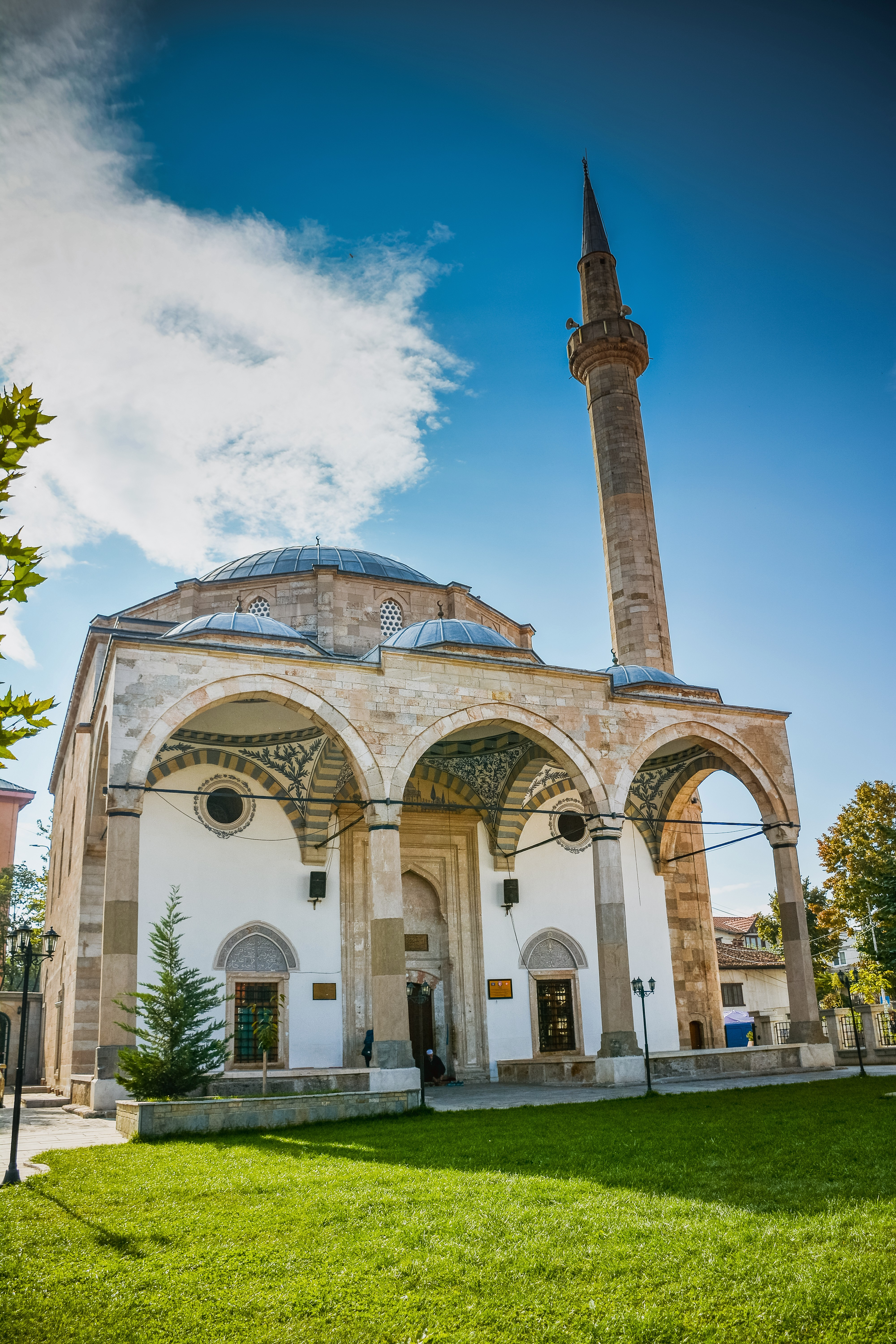
Meczet Cesarski w Prisztinie

Na górzystym obszarze południowego Kosowa, w gminie Gora i w północno-wschodniej części Albanii mieszkają muzułmanie, często utożsamiani z Bośniakami. Sami o sobie mówią Gorani, a w uproszczeniu są Serbami wyznającymi islam. Są przeciwni utożsamianiu ich z Bośniakami czy Albańczykami.

### Religie
Islam jest religią dominującą, wyznają go Albańczycy, Bośniacy, Gorani i Turcy. Serbowie są prawosławni, a około 3% Albańczyków to katolicy. Kosowianie w większości są niepraktykujący lub sporadycznie praktykujący. Chociaż uczestniczenie w piątkowej modlitwie w meczecie nie jest powszechne, to jednak post podczas ramadanu jest ważny dla Kosowian. W Kosowie dochodzi jednak do bezczeszczenia symboli religijnych. W marcu 2004 roku podczas pogromów dochodziło do ataków na świątynie chrześcijańskie.
W wyniku tych ataków szereg zabytkowych cerkwi zostało zniszczonych, a kilka tysięcy chrześcijan zostało wypędzonych lub zamordowanych. Wielu Serbów, którzy schronili się przed Albańczykami w bazach KFOR, nie może powrócić do swych domów.
Struktura religijna kraju w 2011 roku według oficjalnego spisu ludności: islam – 96%, katolicyzm – 2%, prawosławie – 1.4%, protestanci, Żydzi i osoby niereligijne stanowią mniej niż 1%.

### Miasta Kosowa
Największe miasta Kosowa:
| Lp. | Miasto      | Herb | Albańska nazwa   | Serbska nazwa      | Liczba mieszkańców w 2011 |
| --- | ----------- | ---- | ---------------- | ------------------ | ------------------------- |
| 1   | Prisztina   |      | Prishtinë        | Priština           | 161 751                   |
| 2   | Prizren     |      | Prizren          | Prizren            | 94 517                    |
| 3   | Gnjilane    |      | Gjilanë          | Gnjilane           | 54 239                    |
| 4   | Peć         |      | Pejë             | Peć                | 48 962                    |
| 5   | Mitrowica   |      | Mitrovicë        | Kosovska Mitrovica | 46 132                    |
| 6   | Uroševac    |      | Ferizaj          | Uroševac           | 42 628                    |
| 7   | Djakowica   |      | Gjakovë          | Đakovica           | 40 827                    |
| 8   | Vučitrn     |      | Vushtrri         | Vučitrn            | 26 964                    |
| 9   | Podujevo    |      | Podujevë/Besianë | Podujevo           | 23 453                    |
| 10  | Kosowe Pole |      | Fushë Kosovë     | Kosovo Polje       | 18 515                    |

## Podział administracyjny
Kosowo podzielone jest na 7 okręgów, które z kolei są podzielone na 38 gmin (do 2008 Kosowo dzieliło się na 30 gmin).
| Region    | Albańska nazwa      | Siedziba  | Powierzchnia (km2) | Populacja |
| --------- | ------------------- | --------- | ------------------ | --------- |
| Peć       | Rajoni i Pejës      | Peć       | 1365               | 174 235   |
| Mitrovica | Rajoni i Mitrovicës | Mitrovica | 2077               | 272 247   |
| Prisztina | Rajoni i Prishtinës | Prisztina | 2470               | 477 312   |
| Gnjilane  | Rajoni i Gjilanit   | Gnjilane  | 1206               | 180 783   |
| Djakowica | Rajoni i Gjakovës   | Djakowica | 1129               | 194 672   |
| Prizren   | Rajoni i Prizrenit  | Prizren   | 1397               | 331 670   |
| Uroševac  | Rajoni i Ferizajt   | Uroševac  | 1030               | 185 806   |

## Ustrój polityczny

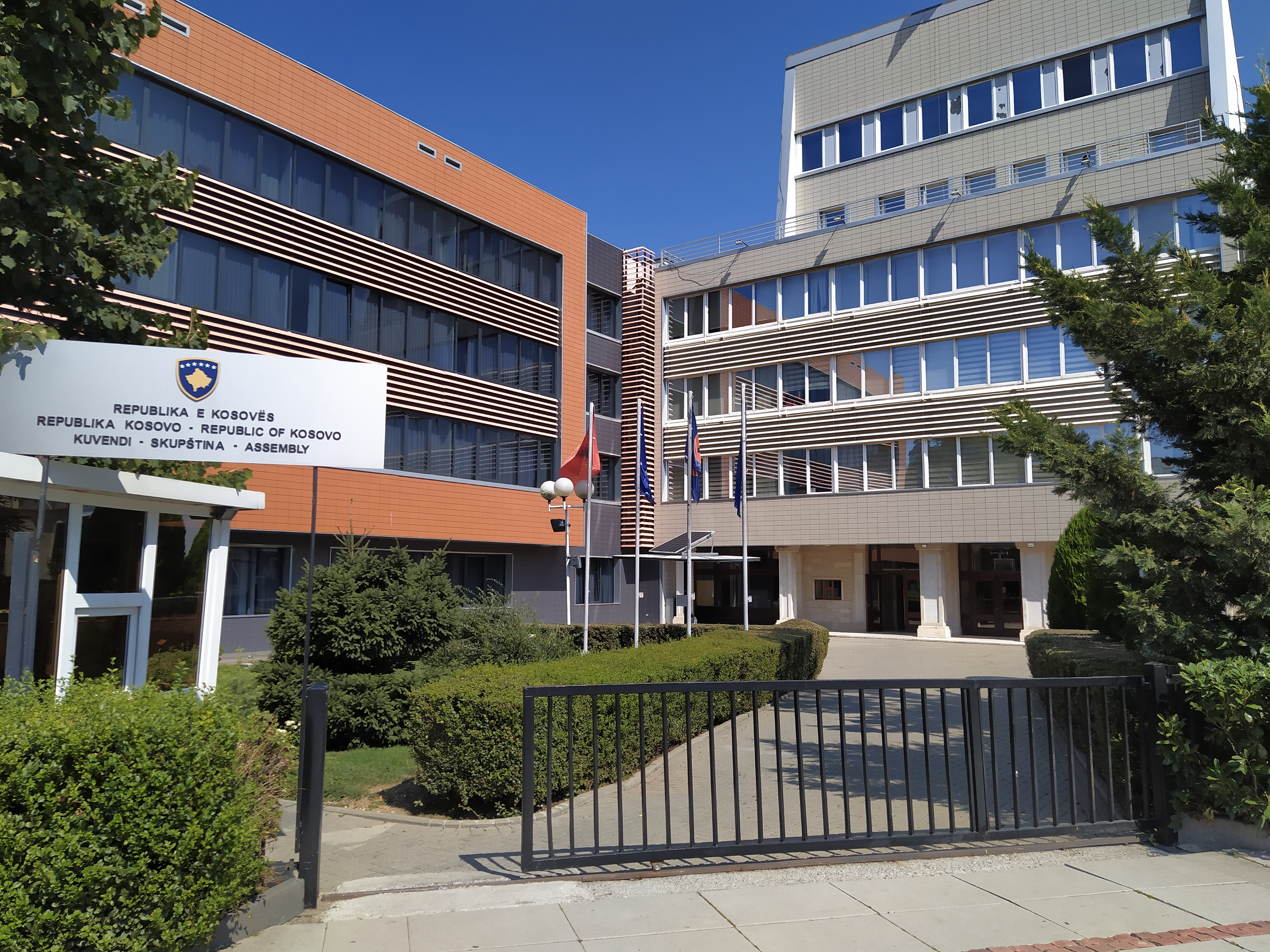
Gmach parlamentu, Prisztina

Republika Kosowa jest wielopartyjną parlamentarną demokracją przedstawicielską. Władza ustawodawcza należy do parlamentu i ministrów. Rząd, na czele z premierem, sprawuje władzę wykonawczą. W skład rządu wchodzą wicepremierzy i ministrowie różnych ministerstw.
Władza sądownicza obejmuje Sąd Najwyższy, sądy niższych instancji, Trybunał Konstytucyjny oraz niezależne instytucje prokuratorskie. Konstytucja zapewnia równość obywateli wobec prawa oraz równość płci. Parlament Kosowa liczy 120 członków, w tym 10 miejsc dla Serbów i 10 dla innych mniejszości, które mają również zapewnione miejsca w rządzie.
Prezydent Kosowa, wybierany przez parlament na pięcioletnią kadencję, pełni głównie funkcje reprezentacyjne, ma prawo zwrotu projektów ustaw do parlamentu i odgrywa rolę w sprawach zagranicznych. Premier jest wybierany przez parlament i nominuje ministrów, którzy są następnie zatwierdzani przez parlament.

## Historia

### Od epoki brązu do 1455

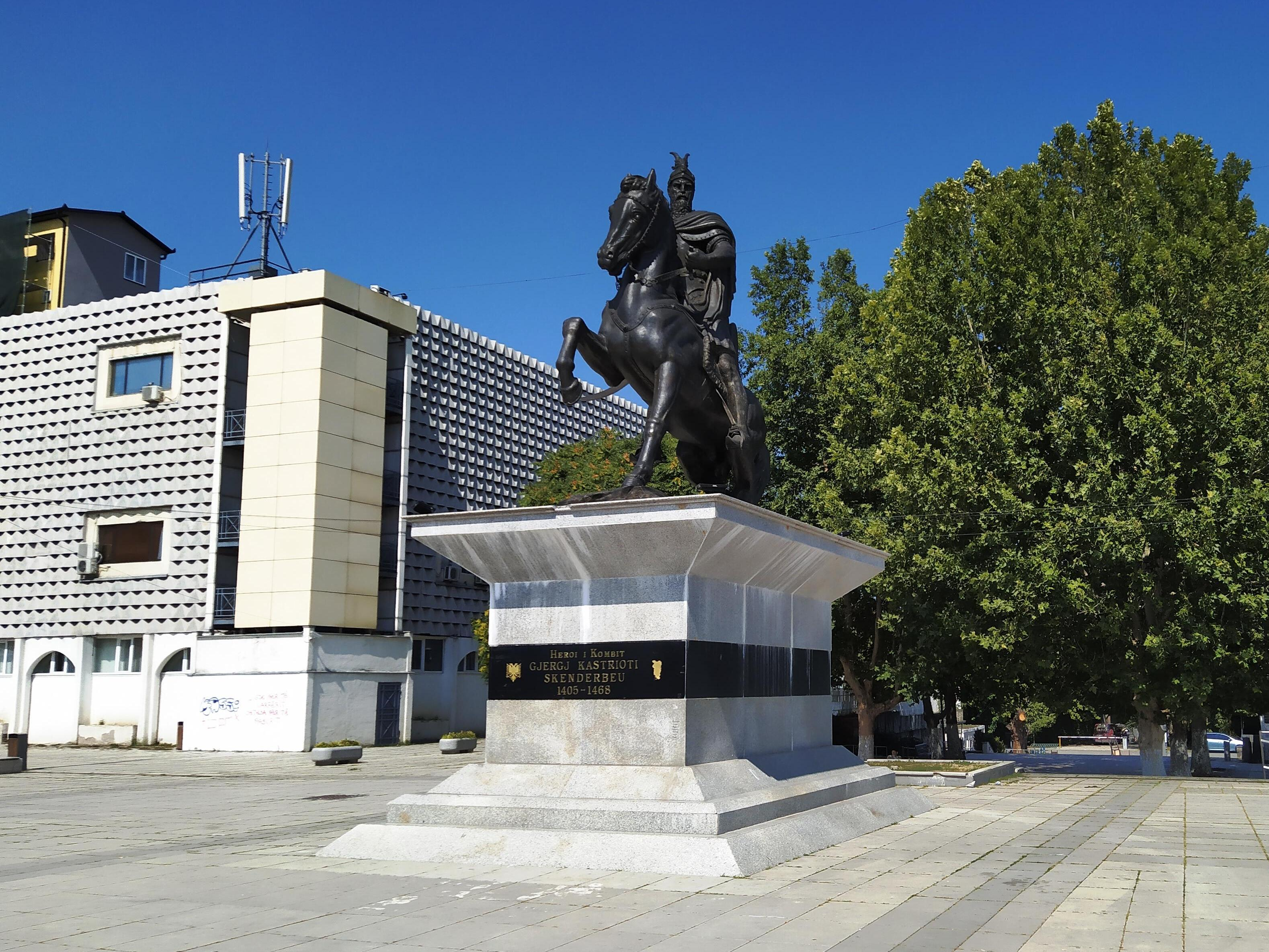
Pomnik Skanderbega (XV-wiecznego chrześcijańskiego przywódcy albańskiego) w centrum Prisztiny

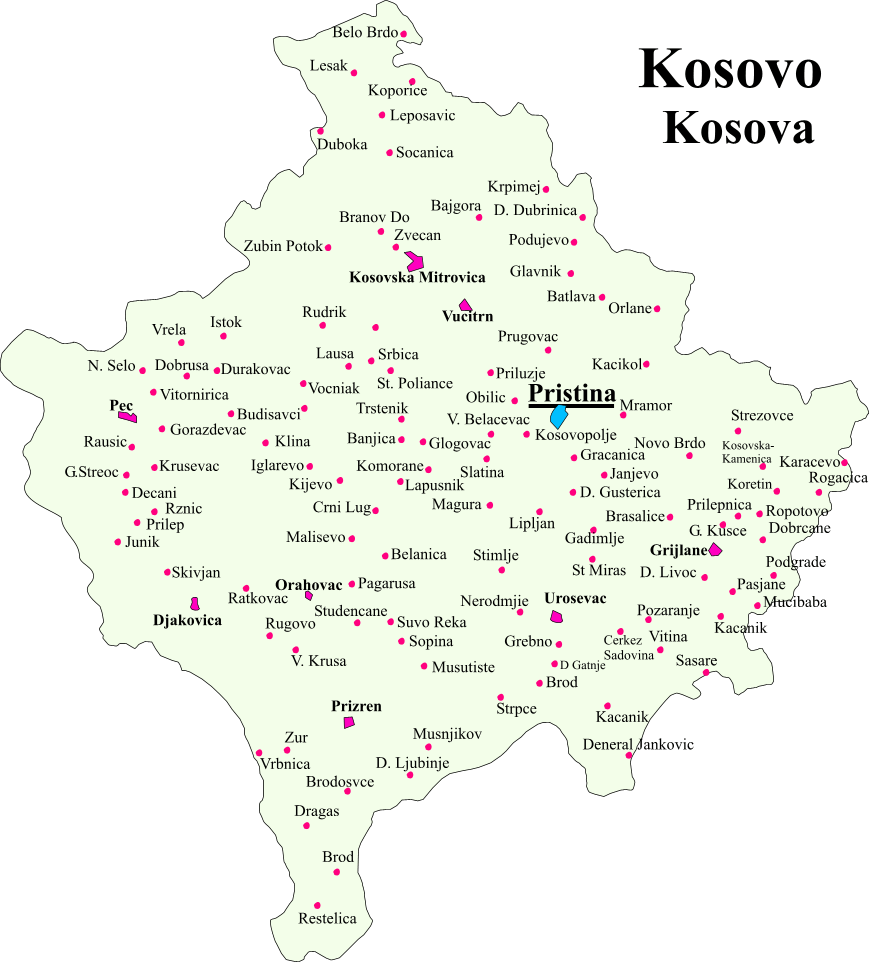
Miasta i miejscowości

Historia ludów zamieszkujących Kosowo przed XI wiekiem n.e. jest niejasna. W Metochii znajdują się grobowce pochodzące zarówno z epoki brązu, jak i żelaza. Wraz z napływem ludów indoeuropejskich na kontynent Europy z Azji, w Kosowie pojawili się Ilirowie i Trakowie. Ilirowie utworzyli duże zjednoczone królestwo rozprzestrzeniające się na terenach mniej więcej dawnej zjednoczonej Jugosławii, jednak stracili niepodległość na rzecz imperium rzymskiego.
Sami kosowscy Albańczycy wskazują na starożytny lud Ilirów jako swoich przodków, jednak kwestia ta nie została ostatecznie rozstrzygnięta. Inna wersja zakłada, że Albańczycy są potomkami Traków lub ludów pasterskich, wymieszanych z mieszkańcami imperium rzymskiego. Historycy serbscy sądzą, że Albańczycy, podobnie jak Serbowie, przybyli z Kaukazu. Struktura języka albańskiego wskazuje na wiele wcześniejszą obecność tego ludu na Bałkanach od Słowian.
Serbowie pojawili się w Kosowie w późnym VI lub wczesnym VIII wieku n.e., jednak już w II wieku n.e. Klaudiusz Ptolemeusz pisał o ludzie Serboi zamieszkującym północny Kaukaz. Historycy albańscy utrzymują, że w VI wieku n.e. przodkowie Albańczyków zostali zepchnięci przez wkraczające na Bałkany ludy słowiańskie na południe, w rejon dzisiejszej Albanii. Kroniki Bizancjum informują zaś, że Albańczycy (Albanoi) przybyli w 1043 z południowych Włoch do środkowej Albanii (Durrës) jako najemnicy. Kwestie te pozostają w znacznym stopniu niewyjaśnione do dziś.
Od około 850 do 1014 r. Kosowo znajdowało się pod władzą Bułgarii, następnie zaś stało się częścią Cesarstwa Bizantyńskiego. W tym czasie Serbia jako państwo jeszcze nie istniała – jedynie kilka mniejszych serbskich królestw (m.in. Raszka i Dioklea) znajdowało się na północ i zachód od Kosowa. Około roku 1180 serbski przywódca Stefan Nemania zdobył kontrolę nad Diokleą i północną Albanią. Jego następca, Stefan Pierwszy Koronowany, zdobył do 1216 resztę Kosowa, tworząc w ten sposób nowe państwo, w skład którego wchodziła większość ziem, stanowiących dziś terytoria Serbii i Czarnogóry.
W czasie panowania dynastii Nemaniczów na terenie Serbii zbudowano liczne klasztory Serbskiego Kościoła Prawosławnego. Większość z nich stworzono na terenie Kosowa, które zyskało status ekonomicznej, demograficznej, religijnej i politycznej stolicy nowego państwa. Metochia zyskała wówczas swoją nazwę, która oznacza „krainę klasztorów”. Władcy z serbskiej dynastii Nemanjiciów używali jako stolicy zarówno Prisztiny, jak i Prizrenu. Najbardziej znane świątynie – siedziba patriarchy w Peciu, kościół w Gračanicy oraz monaster Visoki Dečani koło Dečani – powstały właśnie w tym okresie. Kosowo było istotnym ośrodkiem gospodarczym, gdyż jego stolica Prisztina leżała na trasie szlaków handlowych, zmierzających nad Morze Adriatyckie. W Kosowie powstało także zagłębie górnicze, znajdujące się w okolicy miejscowości Novo Brdo i Janjevo. Górnictwem parali się emigranci z Saksonii, handlem zaś emigranci z Dubrownika.
Podział etniczny populacji w tym okresie stanowi sporny punkt pomiędzy historykami albańskimi i serbskimi. W spisach ludności, sporządzonych przez duchownych serbskich, pojawiają się Serbowie, Albańczycy i Romowie, ale także, aczkolwiek w znacznie mniejszych ilościach, Bułgarzy, Grecy i Ormianie. Zdecydowana większość imion w tych spisach to imiona słowiańskie. W okresie tym większość ludności albańskiej stanowili chrześcijanie. Fakt ten był nieraz interpretowany jako przejaw ówczesnej dominacji serbskiej. Występowały jednak przypadki, w których ojciec posiadał imię serbskie, a syn albańskie i vice versa. Takie przypadki nie były jednak liczne – dotyczyły zaledwie 5% opisanej w spisach ludności. Ówczesną dominację ilościową Serbów zdaje się też potwierdzać turecki spis podatkowy z 1455, który zawierał m.in. informacje o wyznaniu oraz narodowości mieszkańców regionu.
W średniowieczu świadomość narodowościowa wśród ludności była dość niska. Ludzie nie identyfikowali się według przynależności etnicznej. Na podstawie źródeł historycznych da się jedynie stwierdzić, że Serbowie dominowali pod względem kulturalnym oraz że stanowili większość demograficzną.
W 1355 r. państwo serbskie rozpadło się po śmierci cara Stefana IV Duszana. Wykorzystało to imperium osmańskie, dokonując inwazji. 28 czerwca 1389 miała miejsce bitwa na Kosowym Polu. Zakończyła się ona śmiercią zarówno księcia Lazara, jak i sułtana Murada I. Choć uważano wówczas, iż to Serbowie przegrali bitwę, z czasem pojawiły się opinie, iż wynik bitwy nie może być rozstrzygnięty lub że Serbowie faktycznie w niej zwyciężyli. Kwestia ta nie została ostatecznie wyjaśniona. Serbia utrzymała swoją niepodległość oraz sporadyczną kontrolę nad Kosowem do 1455, kiedy stało się ono ostatecznie częścią imperium osmańskiego.

### Kosowo od 1456 do 1912

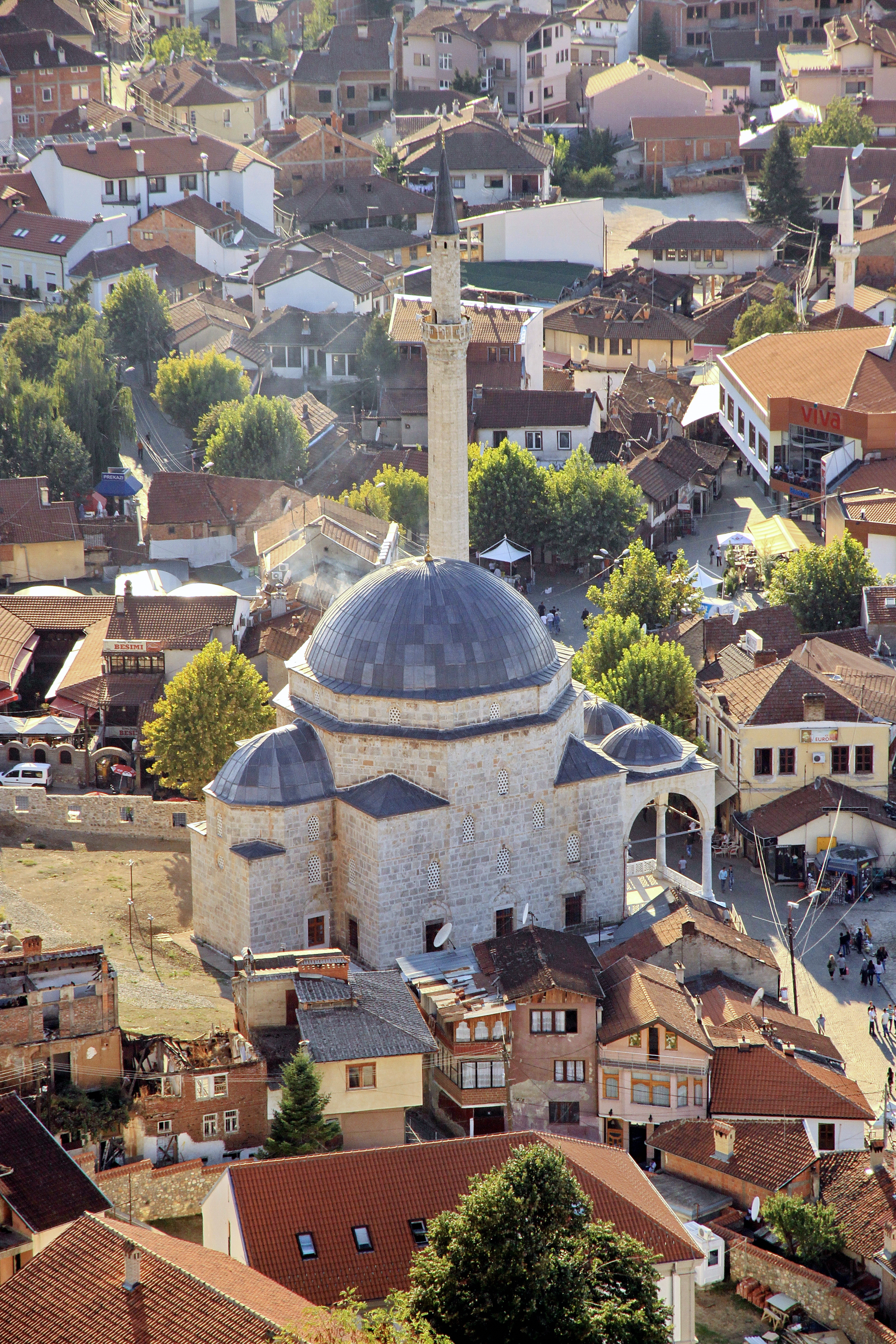
Meczet Sinana Paszy w Prizrenie

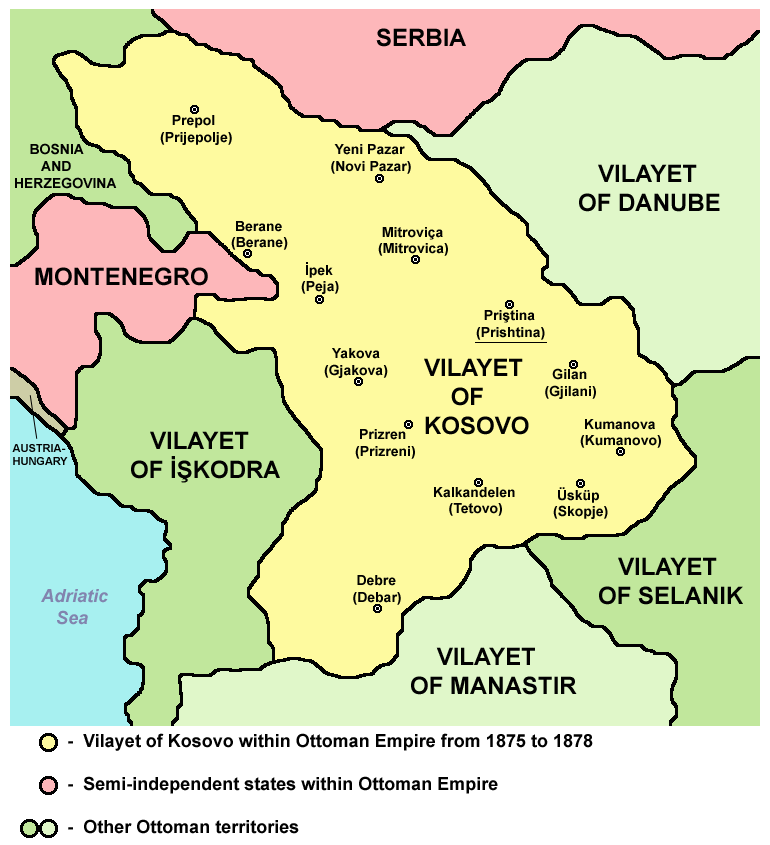

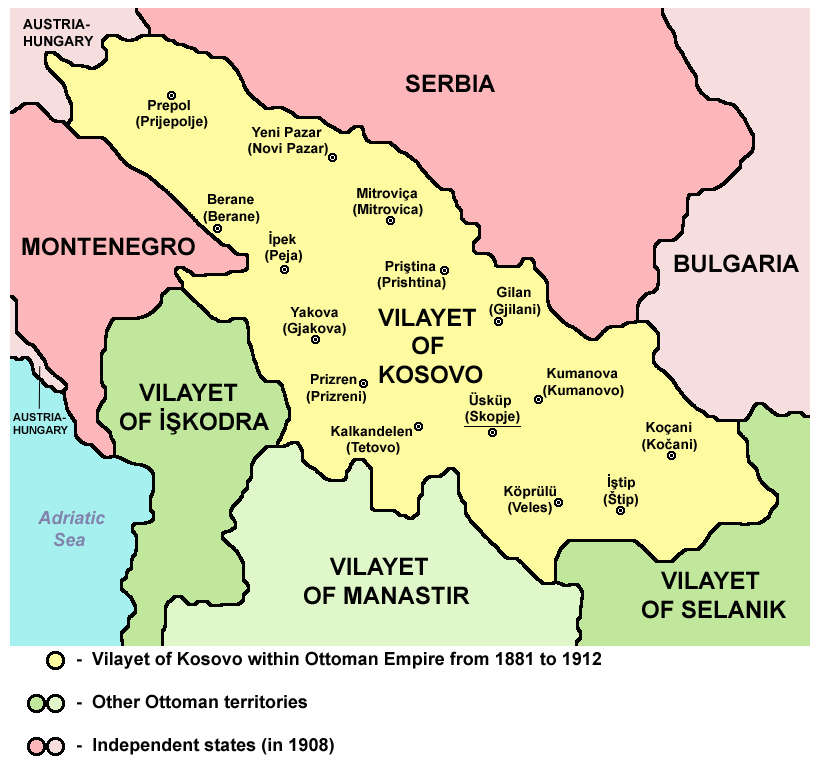
Wilajet Kosowa

Wielowiekowe panowanie Turków na terenie Kosowa doprowadziło do nowego podziału administracyjnego na tzw. sandżaki (słowo wywodzące się z języka tureckiego, oznaczającego proporzec lub dystrykt). Każdym sandżakiem rządził sandżakbej (władca dystryktu). Pomimo dominującej obecności religii islamskiej na terenie prowincji zamieszkiwało wielu chrześcijan.
Proces islamizacji postępował powoli i trwał około sto lat. Początkowo był ograniczony jedynie do miast. Nie zaobserwowano wówczas procesu wymiany autochtonicznej ludności chrześcijańskiej na muzułmańską, gdyż wielu chrześcijan przeszło na islam. Zadecydowały o tym najpewniej czynniki natury społecznej i ekonomicznej, gdyż muzułmanie cieszyli się wieloma przywilejami. Chrześcijańskie kościoły wprawdzie dalej istniały, jednak imperium osmańskie nałożyło na nie bardzo wysokie podatki.
Około XVII wieku wzrosła znacznie liczba ludności pochodzenia albańskiego w Metochii. Historycy uważają, że jest to efekt migracji ludności z terenów dzisiejszej Albanii, charakteryzującej się m.in. wyznawaniem islamu. Istnieją z pewnością dowody, wskazujące na migrację ludności – wielu Albańczyków w Kosowie posiada nazwiska zbliżone do mieszkańców Malësi, prowincji znajdującej się na północy Albanii. Dziś większość serbskich muzułmanów mieszka w regionie Sandżak w południowej Serbii oraz w północnym Kosowie. Historycy sądzą, że w Kosowie zamieszkiwała także znaczna liczba albańskich chrześcijan, którzy przeszli na islam.
W 1689 r. Kosowo dotknięte zostało przez wojnę austriacko-osmańską (1683–1699), która stanowi element historii Serbii. W październiku 1689 niewielka armia austriacka, dowodzona przez margrabię badeńskiego Ludwika Wilhelma, wdarła się do Turcji, zajęła Belgrad, następnie zaś dotarła aż do Kosowa. Wielu Albańczyków i Serbów zaciągnęło się do armii margrabiego Badenii, ale również wielu postanowiło walczyć u boku Turków przeciw Austriakom. Udana kontrofensywa osmańska zmusiła margrabiego Badenii do wycofania się do twierdzy w Niszu, potem do Belgradu, ostatecznie zaś przez Dunaj z powrotem do Austrii.
Wojska osmańskie zniszczyły i splądrowały dużą część Kosowa. Zmusiły do ucieczki z Austriakami wielu Serbów, w tym patriarchę Serbskiego Kościoła Prawosławnego Arseniusza III. Wydarzenie to znane jest w serbskiej historii pod nazwą Wielkiej Wędrówki Serbów (serb. Velika seoba Srba). Według podań z epoki miały wziąć w niej udział setki tysięcy Serbów, co miało zaowocować znaczącym napływem Albańczyków na opuszczone tereny Kosowa. Sam patriarcha Arseniusz III podawał, że do Austrii razem z nim udało się 30–40 tys. ludzi, a współcześnie historycy podają liczby rzędu 30–70 tys. uciekinierów i podają w wątpliwość bezpośredni związek między ucieczką Serbów a znacznym napływem ludności albańskiej, która, jak wskazują, była w Kosowie obecna i napływała do niego już wcześniej. Wielka wędrówka stała się jednym z serbskich mitów historycznych, komplementarnym z mitem o bitwie na Kosowym Polu.
W 1878 r. powstała tzw. Liga Prizreńska, w skład której wchodzili m.in. mieszkańcy Kosowa. Założona przez muzułmańskich właścicieli ziemskich, wśród których prym wiedli bracia Frashëri (najstarszy z nich, Abdyl, był przywódcą ruchu), dążyła do zachowania integralności ziem zamieszkanych przez ludność albańską, a zagrożonych rozbiorem przez państwa słowiańskie. W 1881 kosowska szlachta sięgnęła po broń i wraz z Ligą rozpoczęli powstanie, które rozlało się na sąsiednie prowincje. Liga tolerowana do tej pory przez Stambuł została rozwiązana, a opór albański stłumiła wysłana na teren Kosowa ekspedycja wojskowa.
W 1910 r. wybuchło albańskie powstanie w Prisztinie, które szybko rozprzestrzeniło się na teren całego Kosowa. Sułtan imperium osmańskiego odwiedził prowincję w 1911 i uczestniczył w rozmowach pokojowych, dotyczących wszystkich ziem zamieszkiwanych przez Albańczyków.

### XX wiek

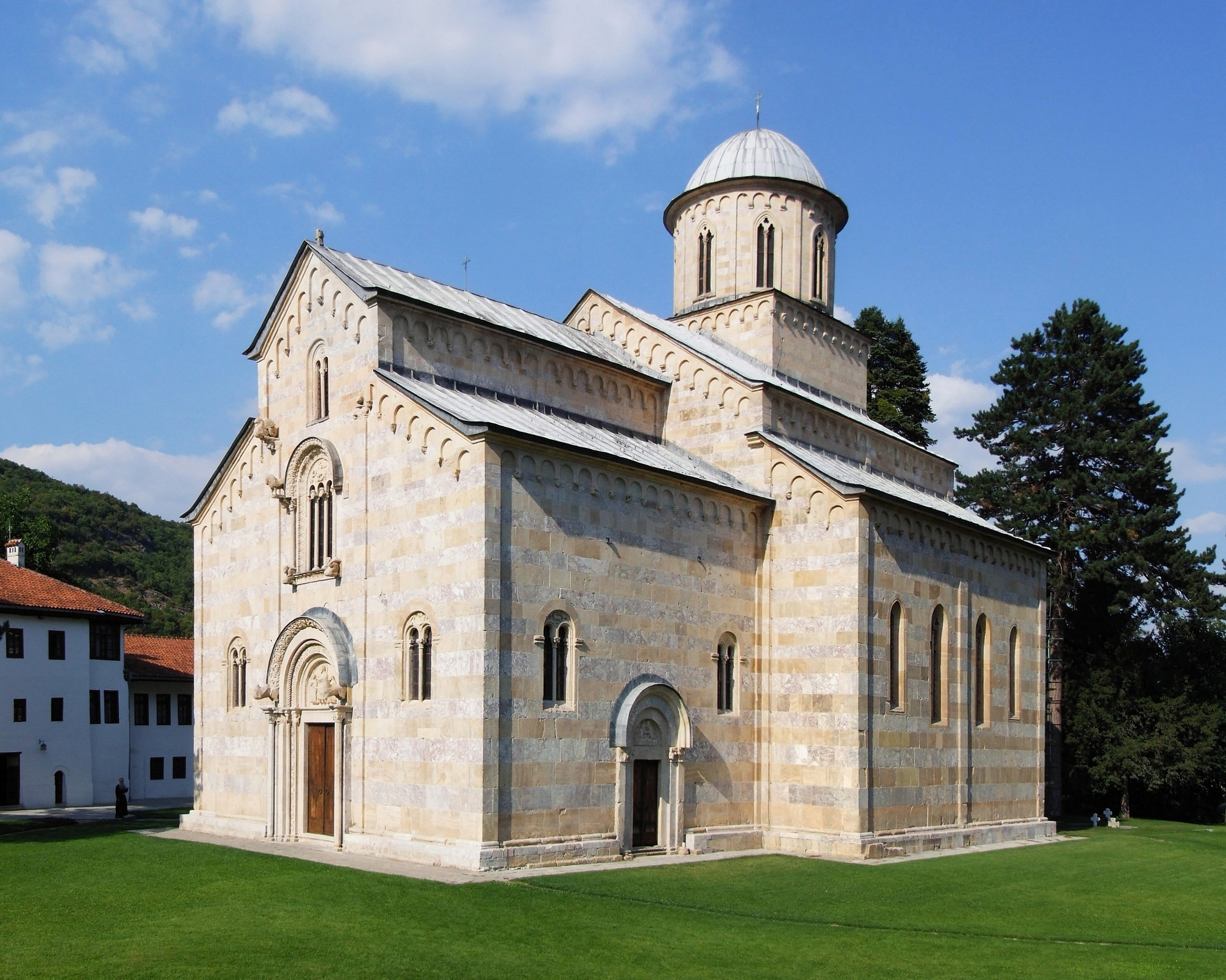
Prawosławny monastyr Visoki Dečani, wpisany na listę UNESCO. Do tej pory chroniony jest przez wojska międzynarodowe po próbach zniszczenia go przez Albańczyków

Podczas I wojny bałkańskiej jesienią 1912 roku jednostki armii serbskiej wkroczyły na terytorium Kosowa i zaczęły tam ustanawiać własną administrację, w wyniku czego zostało zamordowanych około 25 tys. Albańczyków.
W wyniku ustaleń paktu londyńskiego w maju 1913 Kosowo oraz południowa Metochia stały się częścią Serbii, a północna Metochia – częścią Czarnogóry. W 1918 Serbia stała się częścią nowo powstałego Królestwa Serbów, Chorwatów i Słoweńców. 24 września 1920 rząd Królestwa wydał dekret o kolonizacji ziem południowych. Kolonizacja miała zmienić niekorzystną dla Serbów strukturę etniczną Kosowa. W wyniku kolonizacji do Kosowa przybyło 12 000 rodzin serbskich, w większości nastawionej wrogo wobec ludności miejscowej. Terytorium Kosowa było jednym z najbardziej zaniedbanych ekonomicznie obszarów, znajdujących się w obrębie Królestwa, późniejszej Jugosławii. W początkach lat 30. w przemyśle, handlu i usługach było zatrudnionych 2,4% ludności Kosowa (w Jugosławii 15,8%).

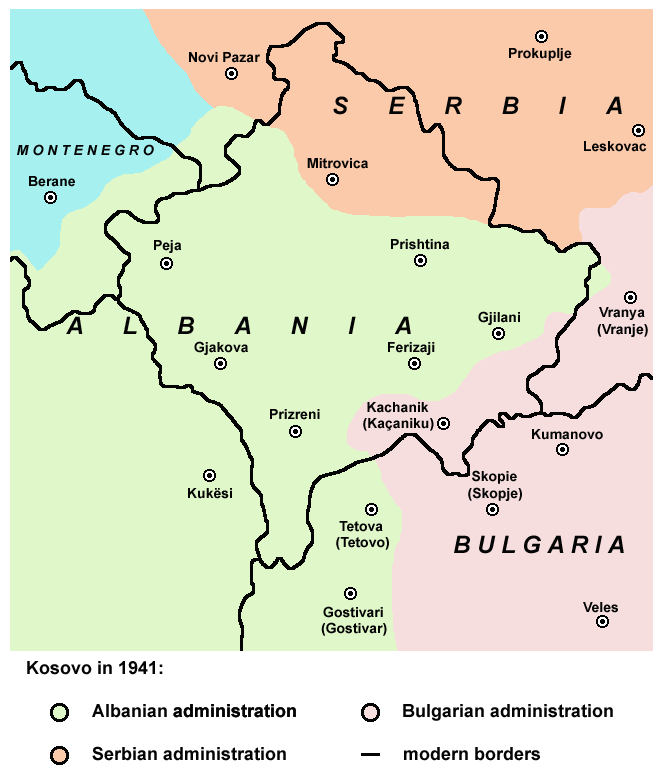

Rozbiór Jugosławii w latach 1941–1945, dokonany przez państwa Osi, spowodował przyłączenie większości Kosowa do kontrolowanej przez Włochy tzw. Wielkiej Albanii, mniejszych części do okupowanej przez Niemców Serbii oraz do Bułgarii. Powstała w Kosowie Albańska Partia Faszystowska i Albańska Milicja Faszystowska oraz Albańskie Pułki Lekkiej Piechoty, do których masowo wstępowali Albańczycy. We wrześniu 1943 po kapitulacji Włoch całe Kosowo znalazło się pod okupacją niemiecką. Kolaborująca z Niemcami Druga Liga Prizreńska natychmiast utworzyła jesienią 1943 roku w Kosowskiej Mitrowicy pułk Kosovo, zaś w kwietniu 1944 z albańskich ochotników, głównie z Kosowa, 21 Dywizję SS „Skanderbeg”. W czasie okupacji włoskiej i niemieckiej wielu Serbów zostało zmuszonych do opuszczenia swych domów przez zbrojne bojówki albańskie. Większość z wypędzonych stanowiły rodziny kolonistów, które przybyły do Kosowa w okresie międzywojennym. Szacuje się, że ok. 10 tysięcy Serbów zostało zabitych w czasie wojny, a dalsze 20 tysięcy serbskich i czarnogórskich kolonistów uciekło z Kosowa.
W dniach od 31 grudnia 1943 do 2 stycznia 1944 roku we wsi Bujan obradował Komitet Narodowo-Wyzwoleńczy dla Kosowa, w czasie którego komunistyczni delegaci uchwalili przyszłe zjednoczenie Kosowa z Albanią. Deklaracja ta spotkała się z ostrą krytyką Komunistycznej Partii Jugosławii. Josip Broz Tito oficjalnie ogłosił, że delegaci przekroczyli swoje kompetencje, a sprawy granic będą rozpatrywane dopiero po zakończeniu wojny. We wrześniu 1944 roku na mocy porozumienia sztabów partyzanckich Albanii i Jugosławii do Kosowa zostały wprowadzone dwie brygady albańskie, rekrutujące się głównie z Albańczyków z południa Albanii (Tosków). Fakt ten nie wzbudził oczekiwanego entuzjazmu wśród Kosowian, traktujących ich jako sojuszników Serbów.
Obecność partyzantki jugosłowiańskiej w Kosowie wiązała się z represjami wobec faktycznych i domniemanych oponentów, często krwawymi. Np. 26 listopada 1944 roku macedońska 48 Dywizja generała Iljicia zajmująca Gostivar dokonała (bez sądu) egzekucji albańskich „kolaborantów”. Inny mord mający miejsce we wsi Skënderaj stał się przyczyną powstania kosowskiej samoobrony przeciwko partyzantom jugosłowiańskim, które wybuchło w rejonie Drenicy. W związku z tym w lutym 1945 roku rząd Jugosławii (traktujący już Kosowo jako integralną część Jugosławii) ogłosił w Kosowie stan wojenny. Planowa pacyfikacja regionu trwała do czerwca 1945 roku, w wyniku której większość kosowskich separatystów została schwytana i rozstrzelana, a tylko nieliczni znaleźli schronienie w Albanii.

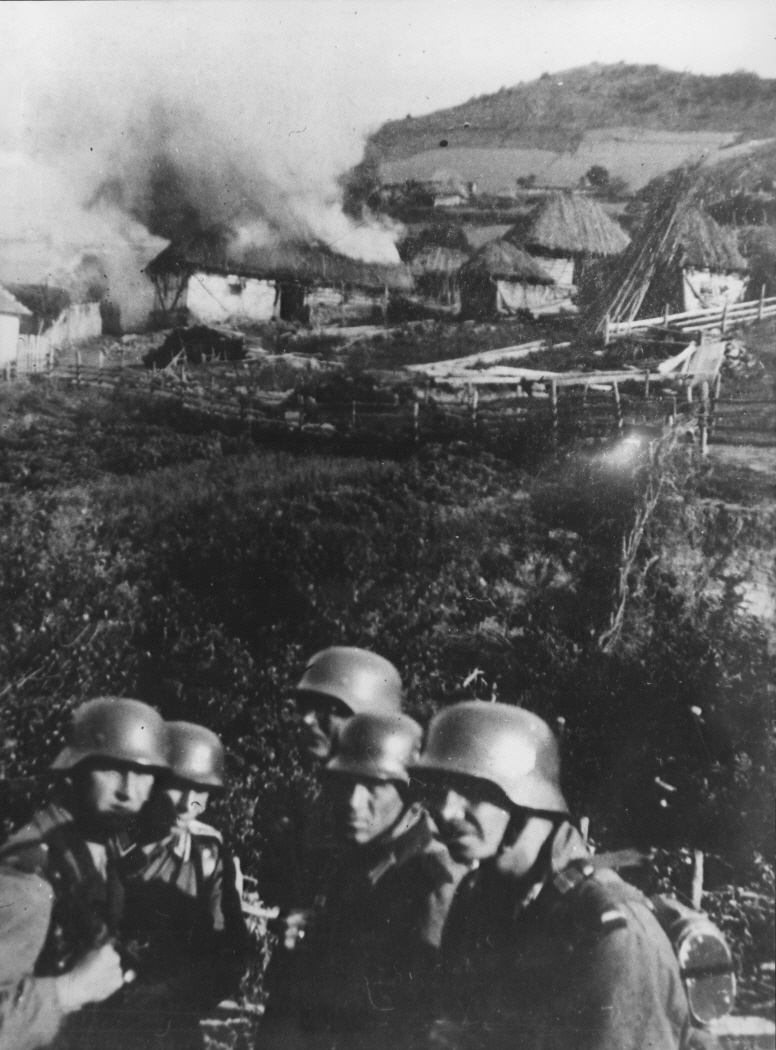
Kosowska Mitrowica, II wojna światowa

Po zakończeniu wojny, wraz z przejęciem władzy przez komunistyczny reżim Josipa Broz Tity, Kosowo zyskało w 1946 status regionu autonomicznego w ramach Serbii. Nowy rząd zrezygnował z polityki kolonizacyjnej i utrudniał powrót dawnych serbskich kolonistów do Kosowa. W 1963 Kosowo stało się w pełni autonomiczną prowincją.
Wraz z uchwaleniem konstytucji Jugosławii w 1974 Kosowo uzyskało w pełni autonomiczny rząd i utworzono Socjalistyczną Autonomiczną Prowincję Kosowa. Władza ta wprowadziła do systemu edukacji albański program nauczania, korzystając m.in. z podręczników, dostarczonych z Albanii, rządzonej wówczas przez Envera Hodżę.
W latach osiemdziesiątych narastały konflikty pomiędzy ludnością albańską i serbską. Społeczność albańska dążyła do dalszego zwiększenia autonomii regionu, wręcz uzyskania przez Kosowo statusu republiki związkowej, podobnego do statusu pozostałych republik związkowych Jugosławii, serbska zaś chciała zacieśnienia relacji z Serbią. Zmniejszyły się natomiast tendencje dążące do unifikacji Kosowa z Albanią, rządzoną wówczas przez reżim stalinowski, w której poziom życia był o wiele niższy.
Serbowie żyjący w Kosowie narzekali na dyskryminację ze strony lokalnego rządu, konkretnie zaś ze strony służb bezpieczeństwa, które odmawiały interwencji w przypadku przestępstw popełnionych przeciw Serbom. Narastający konflikt oznaczał, że nawet błaha sytuacja mogła się szybko przerodzić w cause célèbre. Gdy serbski rolnik Đorđe Martinović zgłosił się do szpitala z butelką w odbycie i opowiedział o ataku na swoją osobę grupy zamaskowanych mężczyzn, 216 serbskich intelektualistów wystosowało petycję, w której padło stwierdzenie, że „historia Đorđe Martinovicia symbolizuje sytuację wszystkich Serbów w Kosowie”.
Głównym zarzutem kosowskich Serbów było ich ignorowanie przez komunistyczny rząd Serbii. W sierpniu 1987, w ostatnim okresie komunistycznego reżimu w Jugosławii, Kosowo odwiedził młody wówczas polityk, Slobodan Milošević. Jako jeden z nielicznych reprezentantów rządu, który zainteresował się sprawą Kosowa, stał się on natychmiast bohaterem miejscowych Serbów. Pod koniec roku stanął na czele rządu Serbii.
W 1989 r., w wyniku referendum przeprowadzonego w całej Serbii, drastycznie ograniczono autonomię Kosowa i Wojwodiny. Zaowocowało ono wprowadzeniem nowej konstytucji, która umożliwiła stworzenie systemu wielopartyjnego, wolności słowa oraz propagowanie uszanowania praw człowieka. Pomimo faktu, iż władza faktycznie znajdowała się w rękach partii Slobodana Miloševicia, oskarżanej o fałszowanie wyborów, ignorowanie praw mniejszości narodowych i przeciwników politycznych oraz kontrolę mediów, był to krok naprzód w stosunku do sytuacji w czasach panującego dotąd reżimu komunistycznego. Nowa konstytucja ograniczyła drastycznie autonomię regionów, skupiając władzę w Belgradzie. Centralizowała władzę w zakresie kontroli nad policją, systemem sądowniczym, gospodarką, systemem edukacji oraz kwestii językowych, stanowiących istotny element wieloetnicznej Serbii.
Przeciw nowej konstytucji opowiedzieli się przedstawiciele mniejszości narodowych, którzy dostrzegali w niej próby odebrania władzy regionom na rzecz ośrodka centralnego. Kosowscy Albańczycy odmówili udziału w referendum, nie uznając jego prawomocności. Ponieważ stanowili mniejszość w państwie zdominowanym przez Serbów, ich udział i tak nie miałby wpływu na ostateczny wynik.
Również władze prowincji nie uznały referendum. Miało ono być ratyfikowane przez lokalne zgromadzenia, co faktycznie oznaczało głosowanie nad swoim własnym rozwiązaniem. Zgromadzenie Kosowa początkowo odmówiło przyjęcia wyników referendum, jednak w marcu 1989, pod presją czołgów i wozów opancerzonych, otaczających miejsce obrad, zostały one przyjęte.

### Lata 90. XX wieku
Po zmianach w konstytucji Jugosławii rozwiązano parlament tego kraju, w którym zasiadali jedynie członkowie Partii Komunistycznej Jugosławii. Rozwiązaniu uległ również parlament Kosowa, czego nie zaakceptowali jego albańscy członkowie. Albańscy członkowie rozwiązanego parlamentu na tajnym posiedzeniu w miejscowości Kačanik proklamowali powstanie Republiki Kosowa, która miała wchodzić w skład Jugosławii jako równoprawna republika, a nie część Serbii.
Władze Jugosławii zorganizowały wybory, w których udziału odmówili reprezentanci mniejszości narodowych z licznych podległych Jugosławii prowincji. Kosowscy Albańczycy rozpisali własne wybory, jednak frekwencja nie przekroczyła wymaganych 50%, w związku z czym nie wybrano reprezentantów do nowego Zgromadzenia Narodowego. W 1992 roku przeprowadzono wybory prezydenckie, które wygrał Ibrahim Rugova. Nie były one jednak uznane przez żadne państwo.
Nowa konstytucja doprowadziła do ograniczenia autonomii mediów w podległych prowincjach, podporządkowując je centralnemu ośrodkowi w Belgradzie. Równocześnie wprowadzono bloki programowe w językach mniejszości narodowych. Umożliwiła działanie prywatnym nadawcom, co okazało się jednak bardzo trudne z racji na wysokie koszty, ukryte w licznych opłatach koncesyjnych i innych podatkach. W tym okresie zamknięto m.in. kierowane przez władze prowincji telewizję i radio kosowskie. Pojawiły się jednak prywatni nadawcy, w tym stacja „Koha Ditore”, która nadawała do końca 1998, kiedy to opublikowała kalendarz, który uznany został za gloryfikujący ruchy separatystyczne i antyserbskie.
Nowa konstytucja przekazała również kontrolę nad państwowymi zakładami przemysłowymi do Belgradu. We wrześniu 1990 zwolnienie 123 tysięcy kosowskich Albańczyków z sektora budżetowego doprowadziło do licznych protestów i strajku generalnego. Albańczycy, którzy nie zostali zwolnieni, sami zrezygnowali ze swoich posad. Rząd tłumaczył swoje działania dekomunizacją sektora państwowego, jednak zwolnieni uważali, że jest to działanie wymierzone w konkretną grupę etniczną – Albańczyków.
Stworzony w latach siedemdziesiątych i osiemdziesiątych program nauczania, który wspierał dążenia autonomiczne Albańczyków, został wycofany. W jego miejsce wprowadzono ogólnoserbski program, którego celem było ujednolicenie programów nauczania na terenie całej Serbii. Zachowano przy tym język albański jako język nauczania. System edukacji rozwiązano w 1992 i ponownie stworzono w 1995. Na Uniwersytecie w Prisztinie, stanowiącym centralny ośrodek naukowy kosowskich Albańczyków, wstrzymano nauczanie w języku albańskim oraz zwolniono większość kadry pochodzenia albańskiego.
Działania te rozsierdziły kosowskich Albańczyków, co doprowadziło do licznych niepokojów, zamachów partyzanckich i terrorystycznych w 1999. Władze serbskie wprowadziły w odpowiedzi stan wyjątkowy i skierowały do prowincji dodatkowe oddziały wojska i policji.
W 1995 r. do Kosowa przybyło wielu Serbów, którzy byli prześladowani w Chorwacji. Ich obecność przyczyniła się do dalszych niepokojów.
Ibrahim Rugova apelował o zachowanie pokojowego charakteru protestów, jednak w 1996 swoje działanie rozpoczęła Armia Wyzwolenia Kosowa (UÇK), prowadząca działania o charakterze zbrojnym na terenie całej prowincji.

### Wojna domowa

Flaga kosowskich Albańczyków w okresie socjalistycznej Jugosławii

Oddziały UÇK rozpoczęły wojnę partyzancką, przeprowadzając serię ataków partyzanckich na serbskie siły porządkowe, reprezentantów władzy oraz zamachów terrorystycznych wycelowanych w domniemanych kolaborantów. W tej sytuacji w 1998 na pomoc serbskiej policji przyszła regularna armia jugosłowiańska, przeprowadzając szeroko zakrojoną akcję zbrojną, wymierzoną w UÇK. W ciągu następnych kilku miesięcy zginęły setki ludzi, a około 200 tysięcy uciekło z miejsca zamieszkania; większość z nich stanowili Albańczycy. Z drugiej strony przemoc Albańczyków skierowana była przeciw Serbom – raport Wysokiego Komisarza Narodów Zjednoczonych do spraw Uchodźców z marca 1999 informuje, że zostali oni usunięci z około 90 wiosek na terenie prowincji. Serbowie przemieszczali się do innych części prowincji lub decydowali się na ucieczkę do Serbii. Jugosłowiański Czerwony Krzyż szacuje, że w opisywanym okresie z miejsca zamieszkania uciekło około 30 tysięcy nie-Albańczyków.

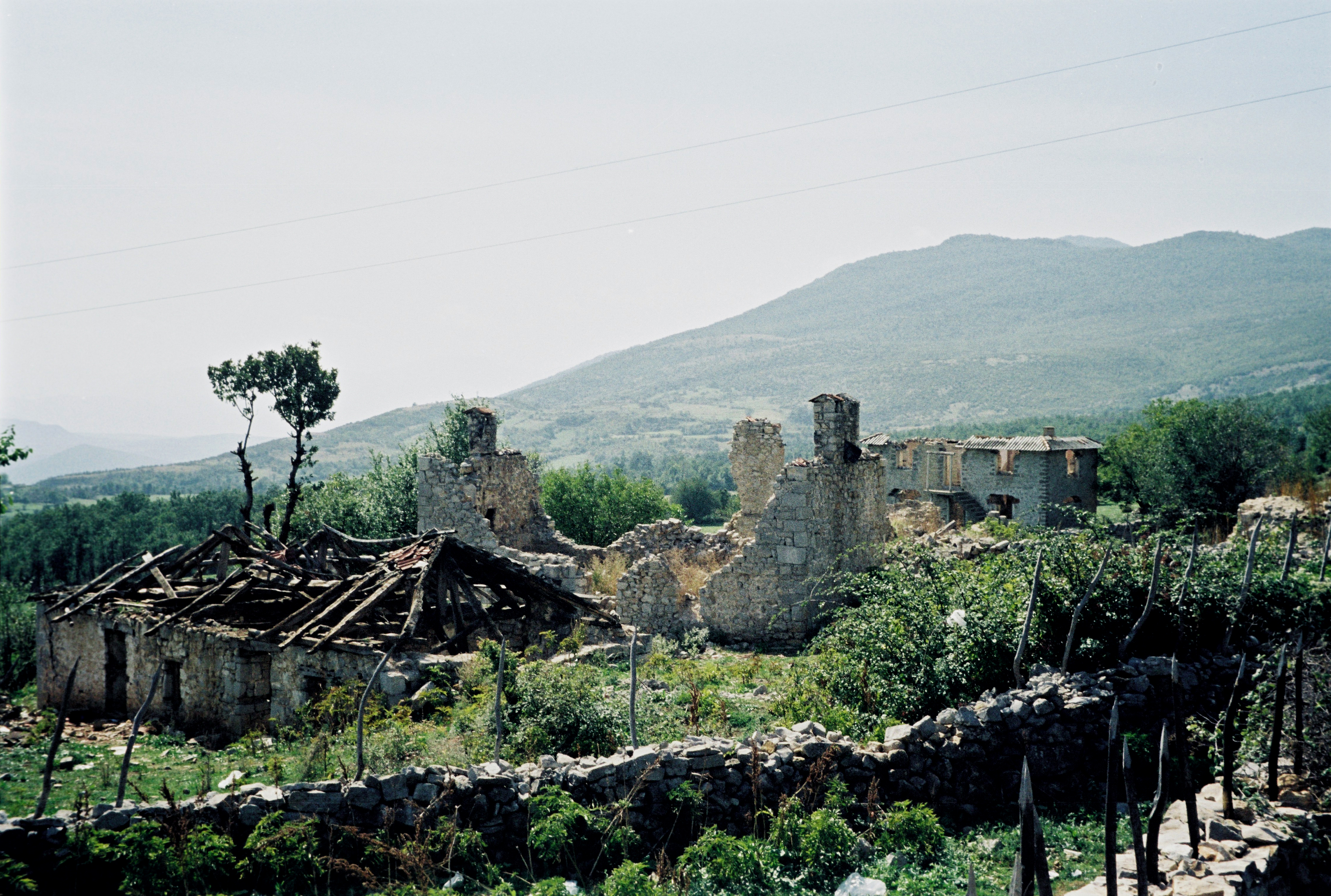
Ruiny domu kosowskich Albańczyków w pobliżu granicy z Albanią zniszczonego przez armię Federalnej Republiki Jugosławii

Sytuacja w Kosowie skomplikowała się jeszcze bardziej we wrześniu 1998 roku, kiedy w lesie drenickim odkryto groby czterdziestu Albańczyków. W tym samym miesiącu doszło do szczególnie brutalnego ataku na ludność albańską, podczas którego serbskie siły policyjne i wojskowe zamordowały m.in. 20-osobową rodzinę i 13 innych mężczyzn. Wraz z eskalacją przemocy w Kosowie rozpoczęła się ucieczka ludności albańskiej do Macedonii, Albanii i częściowo do Czarnogóry. 29 września Rada Bezpieczeństwa Organizacji Narodów Zjednoczonych przyjęła rezolucję numer 1199, potępiającą działalność Serbów w objętej kryzysem prowincji.
Pomimo ostrzeżeń ze strony NATO i powołanej w międzyczasie do prowadzenia negocjacji pokojowych międzynarodowej Grupy Kontaktowej, siły jugosłowiańskie kontynuowały represje wobec ludności cywilnej w Kosowie. Kryzys osiągnął apogeum 15 stycznia 1999 roku, gdy w miejscowości Raczak odkryto 45 ciał cywilów pochodzenia albańskiego. Albańczycy oskarżyli Serbów o dokonanie masakry w Raczaku, zaś 30 stycznia Rada Północnoatlantycka NATO zażądała postawienia sprawców tej tragedii przed trybunałem i zagroziła przeprowadzeniem przez Sojusz uderzeń lotniczych.
W wyniku odrzucenia przez Serbów planu, przygotowanego przez Grupę Kontaktową na konferencji w Rambouillet, 24 marca 1999 Sojusz Północnoatlantycki rozpoczął operację reagowania kryzysowego pod nazwą Allied Force, mającą zmusić prezydenta Serbii Slobodana Miloševicia do zaprzestania czystek etnicznych w Kosowie, wycofania z prowincji jednostek wojskowych oraz umożliwienia wprowadzenia do niej lekko uzbrojonych międzynarodowych sił pokojowych. Rozkaz rozpoczęcia nalotów uzależniony był od decyzji politycznych i militarnych Rady Północnoatlantyckiej. Operacja Allied Force podzielona została na fazy:

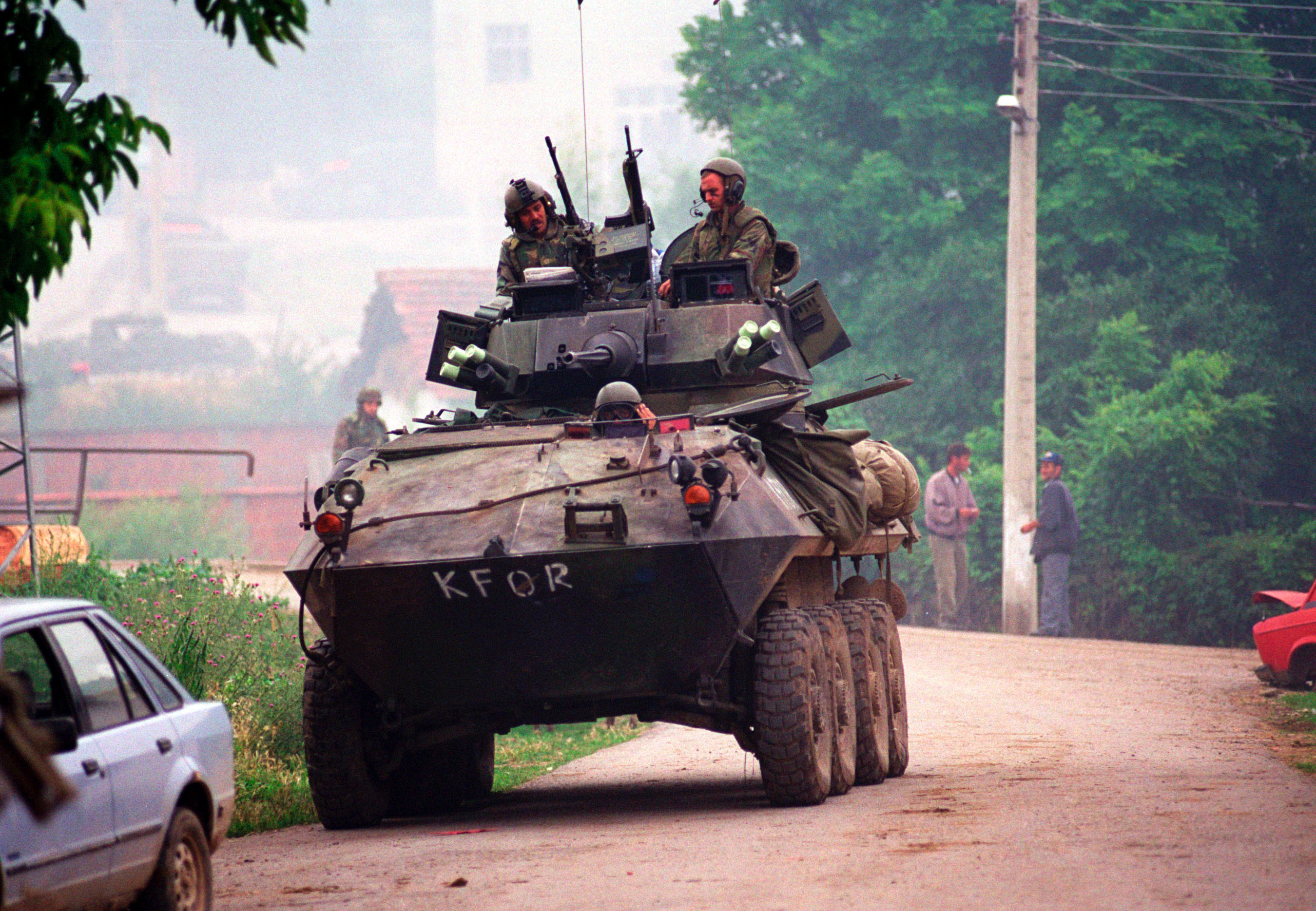
KFOR, 1999

- FAZA 0 – 20 stycznia 1999, na podstawie decyzji politycznej większości państw NATO, siły powietrzne Sojuszu rozmieszczone zostały na przewidzianych lotniskach, skąd miały wziąć udział w nalotach.
- FAZA I – prowadzenie ograniczonych działań powietrznych przeciwko z góry wytypowanym celom o znaczeniu militarnym. Faza ta rozpoczęła się 24 marca atakami wymierzonymi w jugosłowiańską obronę przeciwlotniczą (wyrzutnie rakietowe, punkty radarowe, urządzenia kontrolne, lotniska i samoloty) na terenie całej Jugosławii.
- FAZA II – zaczęła się 27 marca na skutek braku reakcji rządu jugosłowiańskiego, która do tego czasu nie podjęła inicjatywy pokojowej. Cele nalotów zostały rozszerzone na infrastrukturę wojskową oraz bezpośrednio w siły wojskowe stacjonujące w Kosowie (główne kwatery dowodzenia, koszary, instalacje telekomunikacyjne, magazyny broni i amunicji, zakłady produkcyjne i składy paliw). Rozpoczęcie tej fazy operacji było możliwe dzięki jednogłośnej decyzji członków Paktu Północnoatlantyckiego.

W ramach fazy II dokonano jednak również bombardowań celów cywilnych w Belgradzie (np. została zbombardowana Ambasada Chińska w tym mieście, gdzie śmierć ponieśli cywile). Także precyzja dokonywania ostrzału pozostawiała wiele do życzenia (np. zabłąkana rakieta uderzyła w paśmie Witoszy, ok. 22 km od stolicy Bułgarii, Sofii).
- FAZA III – hasłem do niej był szczyt NATO w Waszyngtonie w kwietniu 1999. W fazie tej doszło do znacznego rozszerzenia powietrznych działań przeciwko szczególnie ważnym celom o znaczeniu wojskowym na północ od 44 równoleżnika na obszarze całej Jugosławii. Po miesiącu powietrznej kampanii dla NATO stało się oczywiste, że dotychczasowa strategia nie była skuteczna. W kwietniu 1999. na szczycie NATO w Waszyngtonie zdecydowano się na większą elastyczność w atakowaniu nowych celów w ramach fazy 1 i 2, które były konieczne, aby osiągnąć cele taktyczne w Kosowie i strategiczne na terenie Jugosławii.
- FAZA IV – wsparcie działań stabilizacyjnych w Kosowie.
- FAZA V – przegrupowanie sił i powrót wojsk do baz. Równocześnie na terenie Kosowa obie strony prowadziły liczne działania zbrojne. Organizacje międzynarodowe alarmowały głównie o czystkach etnicznych prowadzonych przez Serbów. W wyniku tych działań, szereg wysokich urzędników jugosłowiańskich, w tym prezydent Slobodan Milošević, zostało postawionych w stan oskarżenia przez Międzynarodowy Trybunał Karny dla byłej Jugosławii (ang.: ICTY). Wiele z tych spraw przekazano pod jurysdykcję Międzynarodowego Trybunału Zbrodni Wojennych w Hadze. Porozumienie o warunkach wycofania wojsk serbskich z Kosowa oraz wejścia do prowincji sił międzynarodowych KFOR podpisano 9 czerwca 1999 w Kumanovie.

Organizacja Narodów Zjednoczonych szacuje, że w czasie działań wojennych na terenie Kosowa, w okresie od marca 1998 do kwietnia 1999, z rejonu tego uciekło lub zostało przeniesionych około 340 tysięcy Albańczyków. Większość z nich udało się do Albanii, Czarnogóry i Macedonii. Siły rządowe niszczyły dokumenty tożsamości uciekającej ludności. Działania te określane są dziś mianem czystki tożsamości. W znacznym stopniu utrudniły one identyfikację i kontrolę powracających po wojnie ludzi. Strona serbska twierdzi, że od czasu zakończenia wojny, na teren Kosowa przeniosło się około 300 tysięcy ludzi, podających się za byłych mieszkańców regionu. Z racji braku spisów śmierci i narodzin, sprawa nie może być rozstrzygnięta.
Materialne straty poniesione w przeciągu 11 tygodni bombardowań oceniono na większe od tych poniesionych podczas II wojny światowej. Serbscy ekonomiści z tzw. G-17 oszacowali szkody spowodowane nalotami NATO na łączną kwotę 1,2 mld dolarów, zaś straty ekonomiczne na około 29,6 mld dolarów, choć oficjalne źródła rządowe mówią nawet o 200 mld dolarów.

### Zamieszki w Kosowie w 2004
Carla Del Ponte opisuje proceder wywożenia Serbów do Albanii, gdzie poddawano ich zabiegom usuwającym ich organy wewnętrzne. Sprawę obecnie bada Human Rights Watch oraz Międzynarodowy Trybunał Karny dla byłej Jugosławii. W grudniu 2010 r. Dick Marty przedstawił na forum Rady Europy raport podejmujący tematykę zbrodni Armii Wyzwolenia Kosowa. W styczniu 2011 r. szukaniem dowodów zajęła się unijna misja EULEX. W marcu 2011 r. aresztowano kilkunastu byłych żołnierzy, z posłem Fatmirem Lamajem na czele.

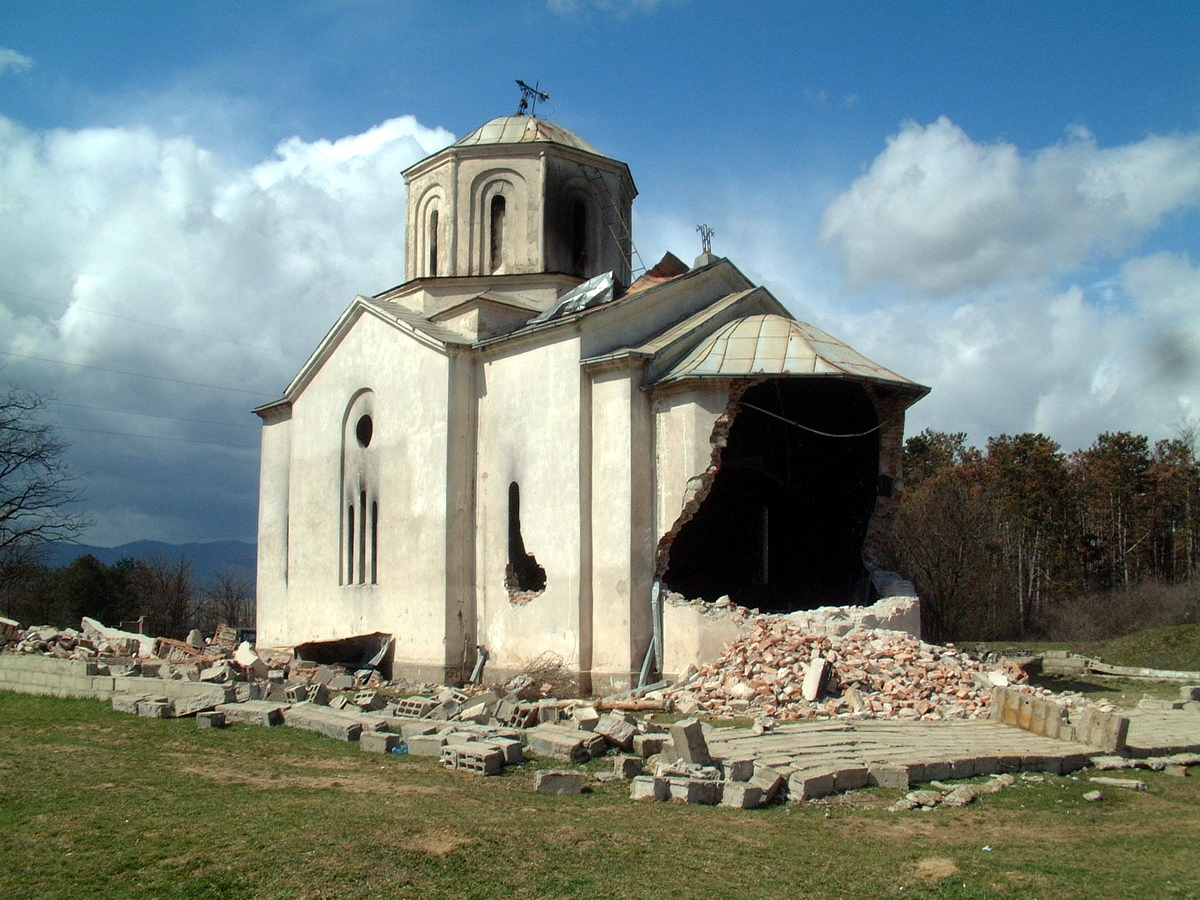
Cerkiew w Podujevie zniszczona podczas zamieszek z 2004

### Sytuacja po proklamowaniu niepodległości
W dniu proklamowania przez Kosowo niepodległości 17 lutego 2008 władze Serbii potępiły ten akt, uznając go za sprzeczny z prawem międzynarodowym. Zapowiedziały również zerwanie współpracy z misją Unii Europejskiej w Kosowie. Prezydent Serbii Boris Tadić zwrócił się do sekretarza generalnego ONZ o unieważnienie proklamowania niepodległości Kosowa przez tamtejszy parlament, które nazwał „aktem secesji serbskiej prowincji Kosowo”, jednocześnie domaga się od wszystkich członków ONZ pełnego poszanowania suwerenności terytorialnej i integralności Serbii oraz odrzucenia proklamacji niepodległości Kosowa. Władze Serbii wprowadziły na Kosowo sankcje gospodarcze i polityczne oraz obniżyły rangę stosunków dyplomatycznych z państwami uznającymi Kosowo. Jednocześnie zapowiedziały utworzenie w Kosowie równoległych organów władzy z rządem i parlamentem wybieranym przez serbską ludność Kosowa i uznającym Kosowo za część Serbii. Obserwatorzy sceny politycznej nie wykluczają również oderwania od Kosowa terenów w większości zamieszkanych przez Serbów. 11 maja 2008 władze Serbii przeprowadziły również na terenie Kosowa zamieszkanego przez większość serbską ogólnokrajowe wybory parlamentarne do parlamentu Serbii oraz do władz lokalnych. Krok ten został skrytykowany zarówno przez władze Kosowa, jak i administrację międzynarodową.
Status Kosowa nie uległ zmianie według UNMIK-u. W dalszej części jest ono traktowane jako terytorium pod administracją międzynarodową. Ustawy uchwalane przez Parlament Republiki Kosowa, aby weszły w życie, nadal powinny być formalnie zatwierdzane przez UNMIK, a UNMIK zatwierdzając ustawy powołuje się na rezolucję 1244 i na Podstawę konstytucyjną dla tymczasowych władz samorządowych Kosowa, nadaną Kosowu przez UNMIK w 2001. Jednak ostatnia taka ustawa nosi datę sprzed dnia wejścia w życie Konstytucji Republiki Kosowa, 15 czerwca 2008. Po jej wejściu w życie władze republiki przestały przesyłać ustawy do podpisu specjalnemu przedstawicielowi Sekretarza Generalnego ONZ w Kosowie, tylko przesyłają je prezydentowi Kosowa. UNMIK dotychczas nie zatwierdziło jednostronnej proklamacji niepodległości przez Republikę Kosowa z 17 lutego 2008, jej nowej konstytucji, która weszła w życie 15 czerwca 2008, czy ustaw o symbolach narodowych z 2008. Za to sekretarz generalny ONZ wypowiedział się latem 2008, że uznawanie państwowości leży w wyłącznej gestii indywidualnych państw, a nie jego organizacji. Praktyka zatwierdzania przez UNMIK kosowskich aktów prawnych wskazuje, że de facto Kosowo, przynajmniej do 14 czerwca 2008, nadal znajdowało się pod administracją międzynarodową, jednak z coraz to większym usamodzielnieniem struktur samorządowych kraju. W listopadzie 2008 specjalny przedstawiciel Sekretarza Generalnego ONZ w Kosowie przyznał, że na terenach administrowanych przez władze Kosowa UNMIK nie sprawuje już jakiejkolwiek władzy, zachowując ją tylko na obszarach z dominacją ludności serbskiej, gdzie nie została dotychczas ustanowiona administracja Republiki Kosowa. Według oświadczenia sekretarza generalnego ONZ, UNMIK de iure zachowuje „ścisłą neutralność w sprawie statusu Kosowa”. Wykonywane jest obecnie częściowe przekazywanie władzy w kompetencje EULEX-u, pomimo braku współpracy ze strony Serbii i Rosji, co poskutkowało brakiem wytycznych ze strony Rady Bezpieczeństwa w tej sprawie. Misja EULEX, zgodnie z warunkami negocjowanymi pomiędzy Unią Europejską a Serbią, ma zostać zatwierdzona przez Radę Bezpieczeństwa ONZ i ma pozostawać neutralna w sprawie statusu Kosowa. 26 listopada 2008 Rada Bezpieczeństwa ustaliła zasady misji EULEX, zgodnie z którymi misja ta będzie działała tylko w części Kosowa – na terenach zamieszkanych przez Serbów za policję, służby celne i sądy w dalszym ciągu będzie odpowiadać UNMIK, w pozostałej części kraju zaś EULEX. Takiemu podziałowi kompetencji sprzeciwiły się władze kosowskie twierdząc, że jest to wstęp do podziału kraju. Obecnie zarówno w Serbii, jak i krajach UE pojawiają się opinie, że podział Kosowa będzie najlepszym rozwiązaniem kryzysu wynikłego z proklamowania przez Kosowo niepodległości.
Według projektu raportu powstałego na zlecenie Rady Europy stworzonego przez szwajcarskiego senatora Dicka Marty’ego, premier Kosowa Hashim Thaci jest szefem gangu przemycającego heroinę, dochodzić też miało do zabijania ludzi w celu pozyskania organów na nielegalne przeszczepy. Do grupy przestępczej mieli należeć również Haliti, Veseli, Syla, Limaj, a także inni bliscy współpracownicy premiera Kosowa. Oficjalnie rozwiązana UÇK ma nadal istnieć i działać nielegalnie.
W 2018 r. USA i Unia Europejska wyraziły poparcie dla ewentualnych rozmów serbsko-kosowskich, których celem była wymiana terytoriów nadgranicznych celem dostosowania granicy serbsko-kosowskiej do kryterium etnicznego. Zmiany graniczne miałyby doprowadzić do uznania przez Serbię niepodległości Kosowa, co zostało uznane za warunek niezbędny dla integracji obu państw ze strukturami euro-atlantyckimi.

## Status międzynarodowy
Zasugerowano, aby ten artykuł podzielić na różne artykuły – Status międzynarodowy Kosowa i Państwa formalnie uznające niepodległość Kosowa.
Pomimo ogłoszenia niepodległości 17 lutego 2008 część państw uważa, że z prawnego punktu widzenia Kosowo nadal wchodzi w skład Serbii (jednak część państw jest odmiennego zdania). Od 1999 Kosowo znajduje się pod międzynarodową administracją pod auspicjami ONZ (na mocy rezolucji Rady Bezpieczeństwa ONZ 1244, stwierdzającej we wstępie, że Kosowo jest częścią Serbii do czasu ostatecznego ustalenia jego statusu).
Bez względu na sprzeczne opinie prawne, ani rząd serbski, ani lokalne władze Kosowa nie mają formalnie żadnego wpływu na decyzje administracji międzynarodowej. Prowincją obecnie zarządza Tymczasowa Misja Administracyjna Narodów Zjednoczonych w Kosowie (ang.: United Nations Interim Administration Mission in Kosovo – UNMIK) i władze Republiki Kosowa, z wyszczególnieniem kompetencji zarezerwowanych UNMIK-owi. Bezpieczeństwo ma zapewnić misja KFOR, podległa NATO.
Od początku swojej misji ONZ zapewniło istnienie i działanie instytucji zgromadzenia narodowego, rządu oraz prezydenta. Kwestie bezpieczeństwa, ustawodawstwa i spraw zagranicznych podlegają UNMIK. Wybory członków Zgromadzenia Narodowego Kosowa miały miejsce w październiku 2001. W marcu 2002 na stanowisko prezydenta wybrano w wyborach Ibrahima Rugovę. Według nowej konstytucji Republiki Kosowa siedzibą Zgromadzenia Narodowego, rządu oraz prezydenta jest Prisztina.
Do czasu ustanowienia w lipcu 2008 paszportu Republiki Kosowa, UNMIK wydawało mieszkańcom prowincji dokumenty zastępujące paszporty, zezwalające na podróżowanie za granicę. Obecnie, od 24 lipca 2008, nowe dokumenty już nie są wydawane przez UNMIK, jednak paszporty Republiki Kosowa są uznawane jedynie przez niektóre państwa (zaczęły je uznawać np. Norwegia, Rumunia, Grecja, Słowacja, Węgry, Łotwa). Obywatele Kosowa mają także możliwość występowania o paszport do MSZ Serbii. UNMIK wydawał również dowody osobiste oraz tablice rejestracyjne pojazdów, które też pozostają ważne jedynie w państwach, które je uznają. Podobna sytuacja panuje w przypadku systemu pocztowego. Listy adresowane do Kosowa lub Serbii mogą nie dojść do adresata. Zalecane jest adresowanie listów „Kosowo (UNMIK)”.
UNMIK stworzył również formację policyjną, zatrudniającą członków głównych grup etnicznych (Albańczyków, Serbów, Romów, Bośniaków). Cywilna przestrzeń powietrzna kontrolowana jest przez wieżę kontroli lotów na lotnisku Prisztina w ramach działalności CARO (Biura Cywilnej Żeglugi Powietrznej w Kosowie), a wojskowa przez KFOR. UNMIK używa flagi ONZ.
Przyjęte przez Zgromadzenie Narodowe wytyczne do uchwalenia konstytucji zakładają prowadzenie polityki wspierania mniejszości etnicznych. Ze 120 miejsc w Zgromadzeniu Narodowym 10 zarezerwowanych jest dla Serbów, 10 dla innych mniejszości, pozostałe 100 zaś obsadzane jest na drodze wyborów. 8 kwietnia 2008 deputowani parlamentu Kosowa przyjęli, przez aklamację, tekst nowej konstytucji, a zaczęła ona obowiązywać 15 czerwca 2008.

### Proklamowanie niepodległości

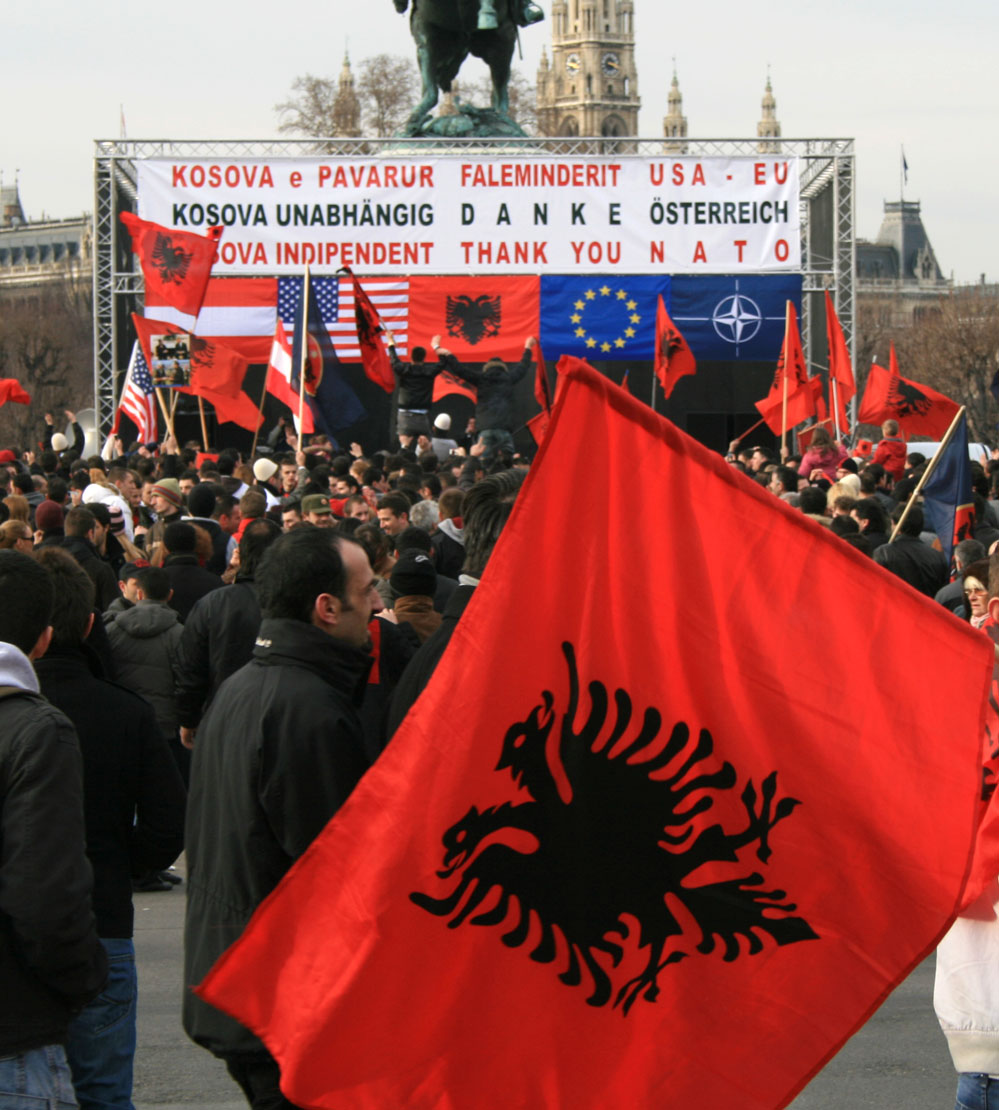

Część państw uznaje, że zgodnie z prawem międzynarodowym Kosowo nie miało prawa jednostronnie proklamować niepodległości, zatem de iure pozostaje częścią Serbii. Inne państwa uznają jednak, że jednostronne ogłoszenie niepodległości nie było złamaniem prawa międzynarodowego, zatem Kosowo de iure nie pozostaje częścią Serbii. Na mocy decyzji Zgromadzenia Ogólnego ONZ z 8 października 2008, podjętej wskutek zabiegów Serbii, zgodność z prawem międzynarodowym jednostronnej decyzji niepodległości Kosowa zbada Międzynarodowy Trybunał Sprawiedliwości w Hadze. Trybunał został poproszony o wyrażenie jedynie „opinii doradczej”, a nie „wyroku”: wyroki są dostarczane jedynie w przypadkach państw traktowanych na równi, uprzednio zgadzających się do zastosowania arbitrażu Trybunału – Serbia nie uznaje na równi Republiki Kosowa. Pomimo że „opinia doradcza” Trybunału formalnie nie ma mocy wiążącej, jest jednak autorytatywną wykładnią prawa międzynarodowego i ostatecznym potwierdzeniem legalności lub nielegalności zachowań będących jej przedmiotem.
Przyszły status Kosowa był obiektem ustaleń międzynarodowych i intensywnych negocjacji w latach 2005–2008. Jednak tzw. Plan Ahtisaariego, autorstwa byłego prezydenta Finlandii Martti Ahtisaariego, polegający na nadaniu Kosowu „kontrolowanej niepodległości” nie został zaakceptowany przez wszystkie strony: „za” opowiedziały się władze Kosowa, przeważająca większość państw Unii Europejskiej i Stany Zjednoczone, a przeciw: władze Serbii i Rosji. Fiasko ustaleń międzynarodowych skłoniło władze Kosowa, popierane przez Stany Zjednoczone i przeważającą większość państw Unii Europejskiej (22 z 27, stan z 10 października 2008), do podjęcia jednostronnych decyzji. W grudniu 2007 premier Kosowa zapowiedział, że jego kraj jednostronnie ogłosi niepodległość. W rezultacie postulaty Planu Ahtisaariego zostały de facto wdrożone (i nadal są wdrażane) także jednostronnie, z aprobatą technicznych organów Unii Europejskiej i rządów jej państw członkowskich, w obliczu kooperacji UNMIK-u i kompletnego braku współpracy ze strony Rosji i Serbii.

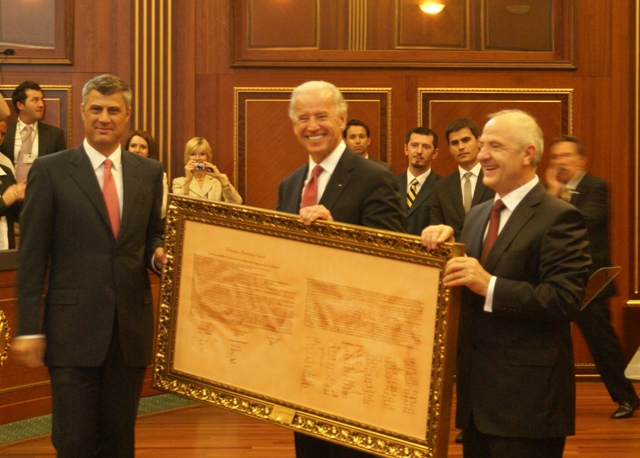
Joe Biden i Hashim Thaçi, 2009

Na niepodległość Kosowa i oderwanie od Serbii 15% jej terytorium serbski rząd nie wyraził zgody. Uchwalona jednogłośnie przez parlament Serbii nowa konstytucja stanowi, że Kosowo jest integralną częścią kraju. W tej sprawie w październiku 2006 przeprowadzono ogólnonarodowe referendum, w którym większość głosujących poparła konstytucję. Kwestia niepodległości Kosowa budzi wiele emocji w Serbii i w środowiskach serbskich poza jej granicami. Decyzja ogłoszenia niepodległości przez Parlament Kosowa postrzegana jest przez wielu jako niezgodna z Kartą Narodów Zjednoczonych (jest to pierwsza po 1945 jednostronna zmiana granic w Europie, która może pociągnąć za sobą konsekwencje np. w Abchazji i Osetii Południowej). Z drugiej strony USA utrzymuje, że Serbia prawnie utraciła Kosowo już w 1999, a inne interpretacje przemawiają za samookreśleniem narodów, także uświęconego Kartą Narodów Zjednoczonych i 8. postulatem Aktu Końcowego z Helsinek 1975.
Powszechna jest również obawa, że samowolna niepodległość Kosowa może doprowadzić do dalszego rozpadu byłej Jugosławii (rozpad Bośni i Hercegowiny) oraz ponownego zaognienia sytuacji w Macedonii, gdzie także działała zbrojnie UÇK. Z drugiej strony, uznanie Kosowa przez Macedonię 9 października 2008 z zaledwie jednym głosem przeciw w parlamencie Macedonii, i obecne skuteczne sprawowanie rządu demokratycznie przez koalicję Macedończyków i przedstawicieli mniejszości narodowych w tym Albańczyków, wskazuje na spójny rozwój polityczny tego kraju. Według polityków i politologów Unii Europejskiej, rozpad Jugosławii wymagał przyznania niepodległości Kosowu, co m.in. stwierdził komitet Nagrody Pokojowej Nobla, wybierając Marttiego Ahtisaariego jako laureata za 2008 r.
Ogłoszenie niepodległości przez Kosowo było przez kolejne tygodnie odkładane, czekano m.in. na rozstrzygnięcie wyborów prezydenckich w Serbii – zakładano, że może po wyborach władze Serbii jeszcze raz zasiądą do negocjacji, lecz na kolejne negocjacje nie chciały się zgodzić władze Kosowa. Ostatecznie premier Kosowa zapowiedział proklamowanie niepodległości 17 lutego 2008 o godzinie 15:51, a parlament jeszcze tego samego dnia przyjął deklarację niepodległości stosunkiem głosów 109-0, jednak na posiedzeniu nie stawili się przedstawiciele partii serbskich. Stawili się za to przedstawiciele pozostałych mniejszości narodowych i grup etnicznych. Status międzynarodowy Kosowa nadal pozostaje niejednoznaczny: nie może ono liczyć w najbliższym czasie na uznanie przez ONZ ze względu na sprzeciw Rosji i Serbii.

### Państwa formalnie uznające niepodległość Kosowa

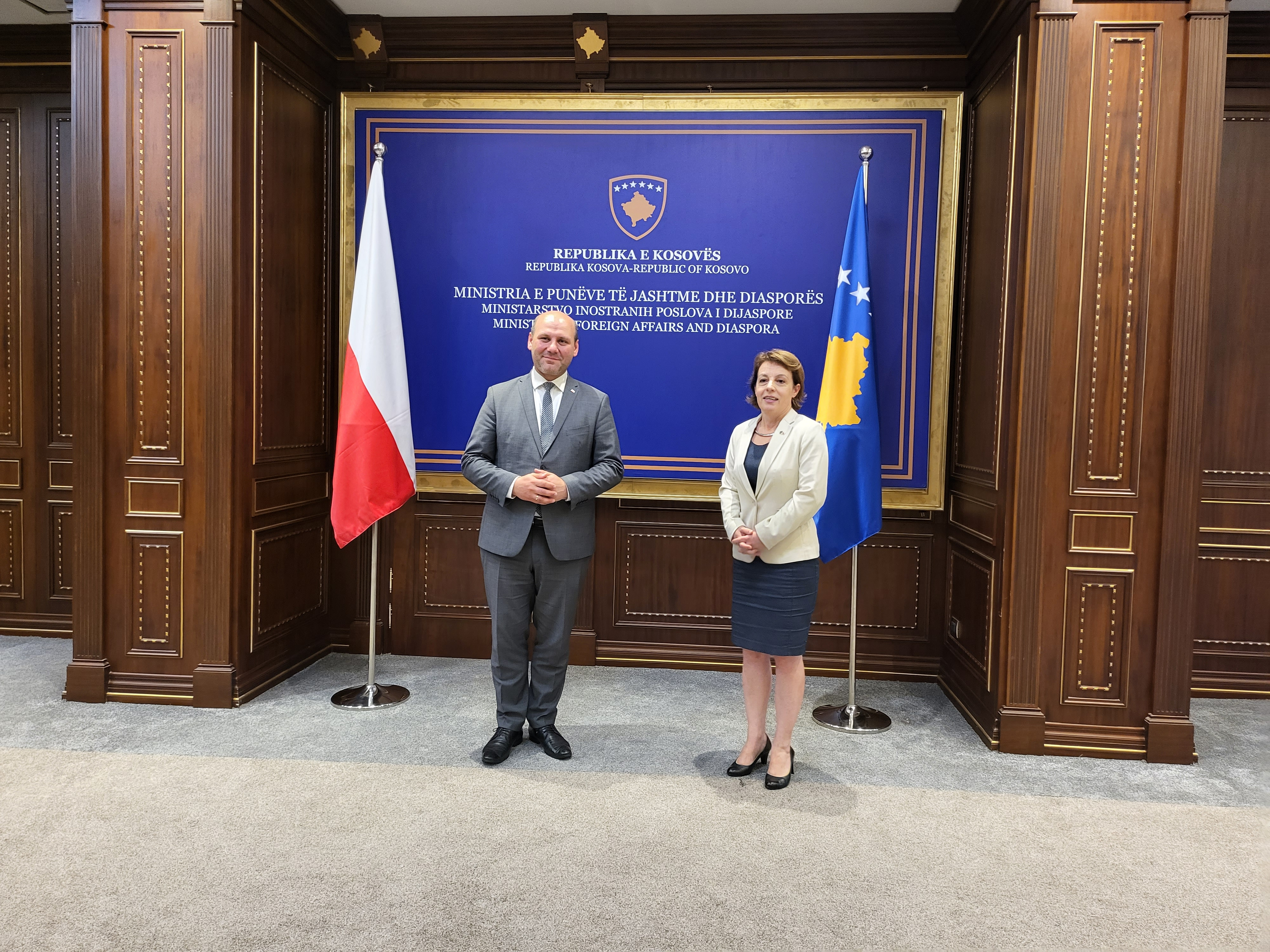
Sekretarz stanu w MSZ Szymon Szynkowski vel Sęk i minister spraw zagranicznych Kosowa Donika Gërvalla-Schwarz (2022)

Unia Europejska pozostawiła decyzję uznania Kosowa krajom-członkom. Szereg krajów czekało na decyzję Unii Europejskiej. Unia Europejska ustaliła dekretem z 18 lutego 2008 wytyczne dla „Serbii łącznie z Kosowem zgodnie z definicją rezolucji nr 1244 RB ONZ”. Wytyczne dla Serbii i Kosowa są wyszczególnione osobno i mają zostać wcielone przez de facto sprawujące władzę organy rządowe. M.in. w Kosowie mają zostać stworzone podstawy prawno-ekonomiczne, umożliwiające integrację tego terytorium w ramach UE. W umowie międzynarodowej o stowarzyszeniu Serbii z Unią Europejską, w art. 135 określono, że Kosowo jest terytorium pod administracją międzynarodową, nie stwierdzając jednoznacznie, czy znajduje się ono w granicach Serbii, czy też nie. Niepodległość Kosowa jest uznana przez 119 państw, chociaż część z tych krajów mogła się wycofać z czasem, ostatnim krajem który uznał niepodległość Kosowa był Izrael.

### Inne reakcje
Pięć krajów oficjalnie wyraziło zaniepokojenie „jednostronnymi posunięciami” lub namawia obie strony do kontynuacji zaniechanych negocjacji. Są to Brazylia, Chiny, Filipiny, Południowa Afryka i Ukraina.
Poza Serbią, deklaracji niepodległości nie uznały również m.in. Azerbejdżan, Cypr, Gruzja, Hiszpania, Rosja i Sri Lanka (wszystkie te państwa są zagrożone istnieniem mniejszości etnicznych, walczących zbrojnie w przeszłości lub obecnie o niepodległość), ponadto Argentyna, Białoruś, Boliwia, Kazachstan, Kirgistan, Laos, Mołdawia, Rumunia, Tadżykistan, Wenezuela i Wietnam. Rosja zażądała zwołania Rady Bezpieczeństwa ONZ w sprawie Kosowa oraz anulowania decyzji władz Kosowa, niezgodnej z rezolucją nr 1244 Rady Bezpieczeństwa ONZ, Kartą Narodów Zjednoczonych i Aktem Końcowym Konferencji Bezpieczeństwa i Współpracy w Europie. Sekretarz generalny ONZ Ban Ki-moon oznajmił, że Misja ONZ w Kosowie (UNMIK) będzie nadal wykonywała swój mandat, zgodnie z pozostającą w mocy rezolucją nr 1244 z 1999 r., powierzającą Organizacji Narodów Zjednoczonych administrację nad tym regionem. Dodatkowo, w paru krajach ich najbardziej wpływowi politycy ustosunkowali się negatywnie do deklaracji (w tym główni politycy serbskiego pochodzenia w Bośni i Hercegowinie, Fidel Castro na Kubie i politycy rządowi wraz z prezydentem Słowacji), jednak same te kraje jeszcze nie ustosunkowały się oficjalnie do tej kwestii. Pierwotnie Słowacja wyznaczyła sobie 4 miesiące na gruntowne zbadanie kwestii niepodległości Kosowa, lecz od czasu szybkiej wstępnej reakcji na samą deklarację niepodległości Republiki Kosowa nie wydała dotychczas w tym zakresie oficjalnego oświadczenia. Liderzy bośniackiej Republiki Serbskiej zagrozili w lutym 2008, że jeśli rząd centralny w Sarajewie uzna Kosowo, ci wystąpią z federacji. Obecny Przewodniczący Prezydium Republiki Bośni i Hercegowiny, Haris Silajdžić, opowiedział się za uznaniem niepodległego Kosowa, a przeciw rozpatrywaniu legalności tej niepodległości przez Międzynarodowy Trybunał Sprawiedliwości.
Natomiast Nowa Zelandia, w formie wypowiedzi jej premiera Helen Clark, podkreśliła, że zasadniczo nigdy nie ustosunkowuje się do jednostronnych deklaracji państwowości i nie zamierza formalnie uznać lub zaprzeczyć niepodległości Kosowa, i że przyszłe stosunki z osobami i agencjami sprawującymi władzę na terenie terytorium spornego wykażą ich uznanie w praktyce, lecz oficjalnego uznania ze strony Nowej Zelandii raczej nie należy się spodziewać.
Szereg krajów ustosunkowało się aktualnie neutralnie, w tym Chile, Indie, Kuwejt i Nikaragua, wyrażając ubolewanie z powodu braku konsensusu, jak i nadzieję na pokojowe rozpatrzenie sprawy w drodze dialogu i uszanowania praw i zasad Organizacji Narodów Zjednoczonych.
Kosowo planował uznać także Międzynarodowy Komitet Olimpijski i dopuścić je do Letnich Igrzysk Olimpijskich 2008 w Pekinie, ale pod warunkiem, że zostanie ono uznane oficjalnie przez ONZ, uformuje krajowy komitet olimpijski i wprowadzi stosunki z co najmniej pięcioma federacjami sportowymi w sportach olimpijskich. Warunki te nie zostały spełnione. Dwie międzynarodowe federacje sportowe, w tenisie stołowym i piłce ręcznej, już 3–4 lata wcześniej uznały reprezentacje kosowskie (reprezentacja Kosowa uczestniczy w mistrzostwach tenisa stołowego od 2003), co nie jest równoważne z uznaniem państwowości Kosowa – w wielu federacjach sportowych uczestniczą terytoria zależne czy autonomiczne jednostki państw.
Sytuację postanowiły za to wykorzystać rządy Abchazji i Osetii Południowej, które zwróciły się do Rosji, Wspólnoty Niepodległych Państw i ONZ z prośbą o uznanie ich niepodległości. Rosja początkowo zniosła ograniczenia gospodarcze w stosunku do Abchazji, co zostało w świecie odebrane jako uznanie de facto państwowości tej republiki. Natomiast po wojnie w Gruzji w sierpniu 2008 Rosja, powołując się przy tym na precedens kosowski, oficjalnie uznała niepodległość Abchazji i Osetii Południowej.
Również rząd Kraju Basków oświadczył, że przykład rozwiązania konfliktu w Kosowie powinien mieć zastosowanie także w przypadku Kraju Basków. W podobnym tonie wypowiadali się politycy z Katalonii i Quebecu. O uznanie międzynarodowe zaapelowały także władze Naddniestrza, a władze Armenii oświadczyły, że jeżeli uznają Kosowo, to wyłącznie równocześnie z uznaniem niepodległości Górskiego Karabachu, co władze Azerbejdżanu skomentowały, że w takim przypadku zbrojnie zajmą Górski Karabach. Również organizacje secesjonistyczne z innych obszarów (Czeczenia, Flandria, Ilam, Katalonia, Kurdystan, Republika Serbska w Bośni i Hercegowinie) uznały kwestię Kosowa za analogiczną do ich sytuacji.

#### Wniosek do Międzynarodowego Trybunału Sprawiedliwości
Państwa, które głosowały za rezolucją
     Państwa, które głosowały przeciw rezolucji
     Państwa, które wstrzymały się od głosu
     Państwa, które nie głosowały

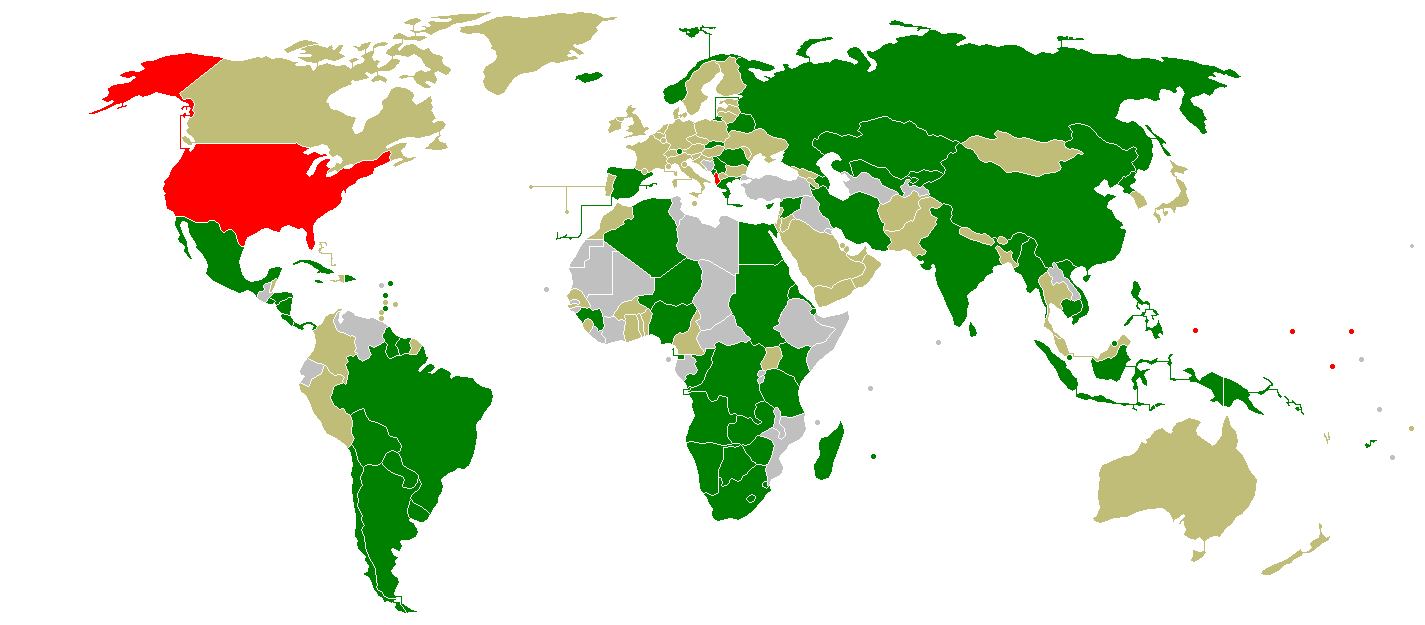
Głosowanie Zgromadzenia Ogólnego ONZ
Państwa, które głosowały za rezolucją
Państwa, które głosowały przeciw rezolucji
Państwa, które wstrzymały się od głosu
Państwa, które nie głosowały

8 października 2008 roku Zgromadzenie Ogólne ONZ poparło wniosek Serbii o przekazanie sprawy niepodległości Kosowa do Międzynarodowego Trybunału Sprawiedliwości. Zgromadzenie Ogólne zwróciło się do Trybunału o „wyrażenie opinii doradczej w następującej kwestii: Czy jednostronna deklaracja niepodległości ogłoszona przez Tymczasowe Instytucje Samorządu Kosowa jest zgodna z prawem międzynarodowym”. Pomimo że „opinia doradcza” Trybunału formalnie nie ma mocy wiążącej, jest jednak autorytatywną wykładnią prawa międzynarodowego i ostateczne potwierdzenie legalności lub nielegalności zachowań będących jej przedmiotem. Ze 192 możliwych głosów, za wnioskiem głosowało 77 państw, przeciw 6, wstrzymały się 74, a nie głosowało 35. Spośród państw, które w momencie głosowania uznawały niepodległość Kosowa:
- 4 głosowały za przekazaniem sprawy Kosowa do MTS (Islandia, Kostaryka, Liechtenstein, Norwegia);
- 4 głosowały przeciw (Albania, Nauru, Stany Zjednoczone, Wyspy Marshalla);
- 38 wstrzymało się od głosu;
- 2 nie głosowały (Turcja i Liberia – głosowanie Turcji zostało uniemożliwione „z powodów technicznych”, a Liberia zamierzała głosować przeciw).

Wśród państw europejskich „za” były również Białoruś, Cypr, Czarnogóra, Grecja, Hiszpania, Rosja, Rumunia, Serbia i Słowacja, pozostałe państwa europejskie (30) wstrzymały się od głosu, z wyjątkiem Bośni i Hercegowiny, która nie głosowała. Reprezentant Francji naświetlił wspólną pozycję 22 państw Unii Europejskiej (z 27 członkowskich), które uznały niepodległość Kosowa. Opinia prawna Trybunału Sprawiedliwości, pomimo sprzecznych wstępnych doniesień z Serbii, zostanie rozważona w trybie normalnym (proces ten zajmował do tej pory szereg lat).
22 lipca 2010 Międzynarodowy Trybunał Sprawiedliwości uznał, że deklaracja niepodległości Kosowa z 2008 roku nie narusza prawa międzynarodowego.

### Zamieszki
- W dniu proklamowania niepodległości około 2000 Serbów protestowało pod ambasadą Stanów Zjednoczonych w Belgradzie, obrzucając ją kamieniami i butelkami z benzyną[86]. Protestujący wybili również szyby w ambasadzie Słowenii oraz zniszczone zostały restauracje McDonald’s w Belgradzie i Nowym Sadzie.
- 18 lutego 2008 w Kosowskiej Mitrowicy wybuchły dwie bomby, niszcząc pojazdy ONZ, lecz nie powodując ofiar w ludziach.
- 19 lutego zostały spalone dwa przejścia graniczne pomiędzy Kosowem a Serbią[87].
- 21 lutego odbyła się wielka demonstracja w Belgradzie, w której uczestniczyło ponad 500 000 osób. W ich wyniku częściowo spalona została ambasada Stanów Zjednoczonych, lekko uszkodzona została ambasada Chorwacji (w tym spalono flagę chorwacką), wybito okna w ambasadzie Słowenii oraz obrzucono różnymi przedmiotami ambasady Belgii, Niemiec, Turcji i Wielkiej Brytanii. W chorwackiej Puli spalono dwa samochody należące do Albańczyków.
- 25 lutego ponad 100 Serbów zaatakowało przejście graniczne w Mutivoda, w wyniku czego 19 kosowskich policjantów zostało rannych.
- 26 lutego po proteście w Banja Luce, w którym uczestniczyło ok. 10 000 osób, częściowo zniszczony został front budynku, w którym znajduje się biuro ambasady USA.
- 3 marca ostrzelane zostało biuro ONZ w północnej części Kosowskiej Mitrowicy.
- 14 marca Serbowie, w tym m.in. pracownicy sądownictwa wyrzuceni z pracy w 1999 roku przez Albańczyków[potrzebny przypis], zajęli budynek ONZ-owskiego sądu w Kosowskiej Mitrowicy.
- 17 marca w Kosowskiej Mitrowicy doszło do starć pomiędzy wchodzącą w skład sił ONZ policją UNMIK (z udziałem służących w nich Polaków) i mieszkającymi w okolicy Serbami. W ich wyniku na skutek obrażeń zmarł porucznik milicji ukraińskiej, 3 zostało ciężko rannych, 28 policjantów polskich i 20 żołnierzy francuskich zostało lekko rannych.

### Pokojowa Nagroda Nobla dla Martti Ahtisaariego
10 października 2008 „za jego ważne przedsięwzięcia dążące ku rozwiązaniu konfliktów międzynarodowych, których to rozwiązania podjął się na kilku kontynentach na przestrzeni trzech dekad” w tym konfliktów w Kosowie (Plan Ahtisaariego 2005–2008, negocjacje z 1999), Namibii i Aceh, były Prezydent Finlandii, Martti Ahtisaari, został laureatem Pokojowej Nagrody Nobla w roku 2008. Sekretarz komitetu noblowskiego, Geir Lundestad, ujawnił Agence France Press, że komitet uważa niepodległość Kosowa za rozwiązanie bez jakiejkolwiek alternatywy.

## Religia i kultura

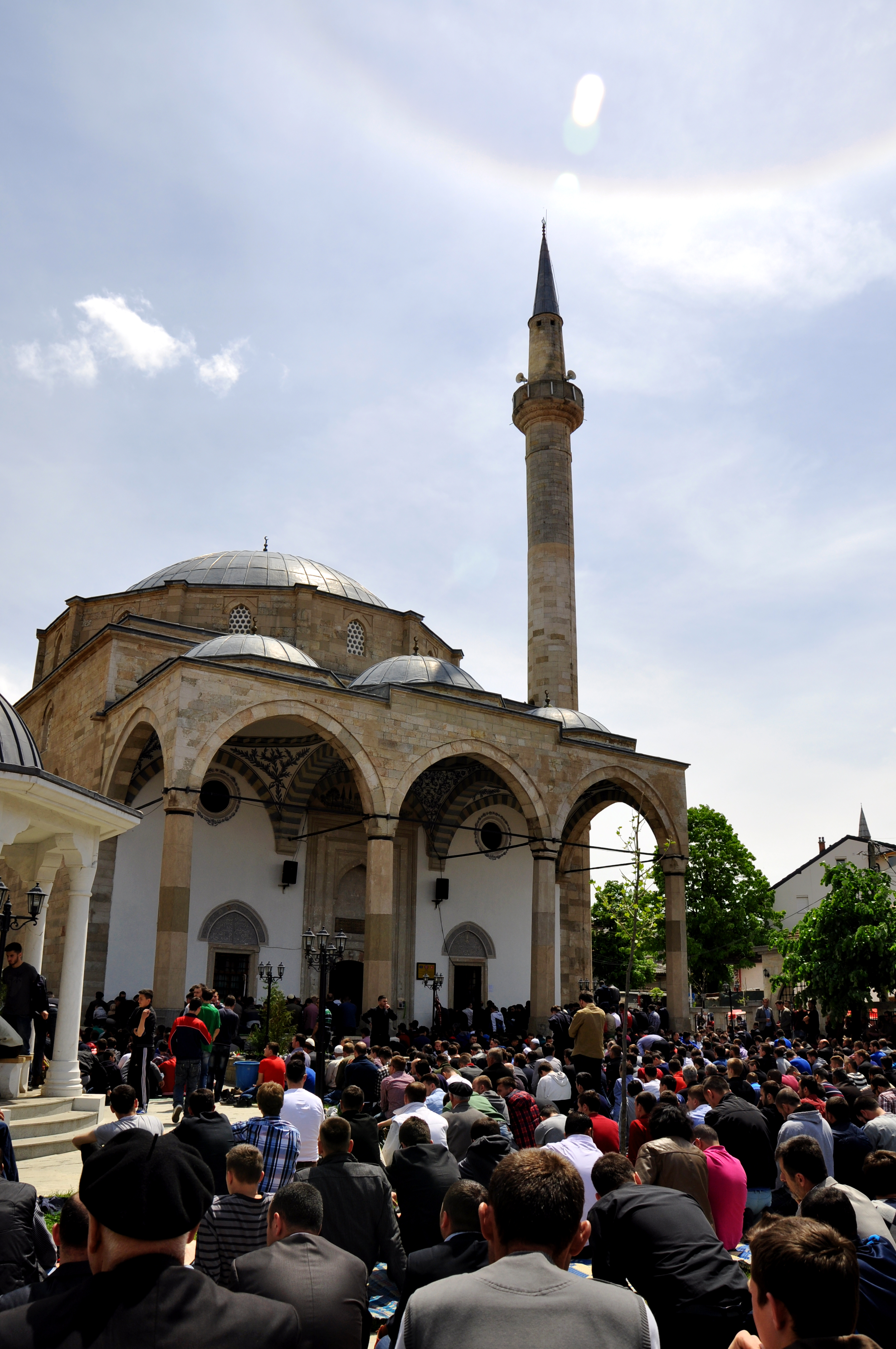
Meczet w Prisztinie

Analiza antropologiczna i historyczna wskazuje na rozmaitość przemieszanych dodatkowych tradycji etniczno-religijnych, w tym koptyjskich i islamskich, Egipcjan Bałkańskich, Romów, Żydów, Turków, Chorwatów (tzw. katoliccy Janjevci w Kosowie od XIV wieku, obecnie 10 tys., prawie kompletnie wysiedleni do Chorwacji), derwiszów czy odrębnej grupy etnicznej Aszkali.
Obecni mieszkańcy Kosowa są kulturowo i religijnie przeważnie zsekularyzowani, np. przeważnie nie widzą sprzeczności pomiędzy spożywaniem piwa a kulturą islamską i obchodzeniem ramadanu.
Terytorium Kosowa obejmuje eparchia raszko-prizreńska Serbskiego Kościoła Prawosławnego, powstała w 1808 z połączenia dwóch starszych, funkcjonujących od XI wieku administratur eparchii prizreńskiej i eparchii raszkiej. Wierni eparchii reprezentują narodowość serbską.
W 1969 powołana została diecezja katolicka Skopje-Prizren. 24 maja 2000 Jan Paweł II podzielił tę diecezję i powołał administraturę apostolską w Prizren, obejmującą swym zasięgiem całe Kosowo. 5 września 2018 papież Franciszek podniósł ją do rangi diecezji, nadając jej nazwę Prizren-Prisztina. Katedra w Prisztinie pw. św. Matki Teresy z Kalkuty została stolicą diecezji. W Kosowie jest ponad 65 tysięcy katolików, są to głównie Albańczycy (3% Albańczyków).

## Święta
- Nowy Rok (Viti i Ri) – 1-2 stycznia[96]
- Boże Narodzenie prawosławne (Krishtlindjet Ortodokse) – 7 stycznia
- Dzień Niepodległości (Dita e Pavarësisë së Republikës së Kosovës) – 17 lutego
- Dzień Konstytucji (Dita e Kushtetutës së Republikës së Kosovës) – 9 kwietnia
- Wielkanoc katolicka (Pashkët Katolike) – ruchome
- Wielkanoc prawosławna (Pashkët Ortodokse) – ruchome
- Święto Pracy (Dita Ndërkombëtare e Punës) – 1 maja
- Dzień Europy (Dita e Evropës) – 9 maja
- Eid al-Fitr (Bajrami i Madh, dita e parë) – ruchome
- Eid al-Adha (Bajrami i Vogël, dita e parë) – ruchome
- Boże Narodzenie katolickie (Krishtlindjet Katolike) – 25 grudnia